# 2023 în știință
Următoarele evenimente științifice semnificative au avut loc în anul 2023.

## Evenimente

### Ianuarie

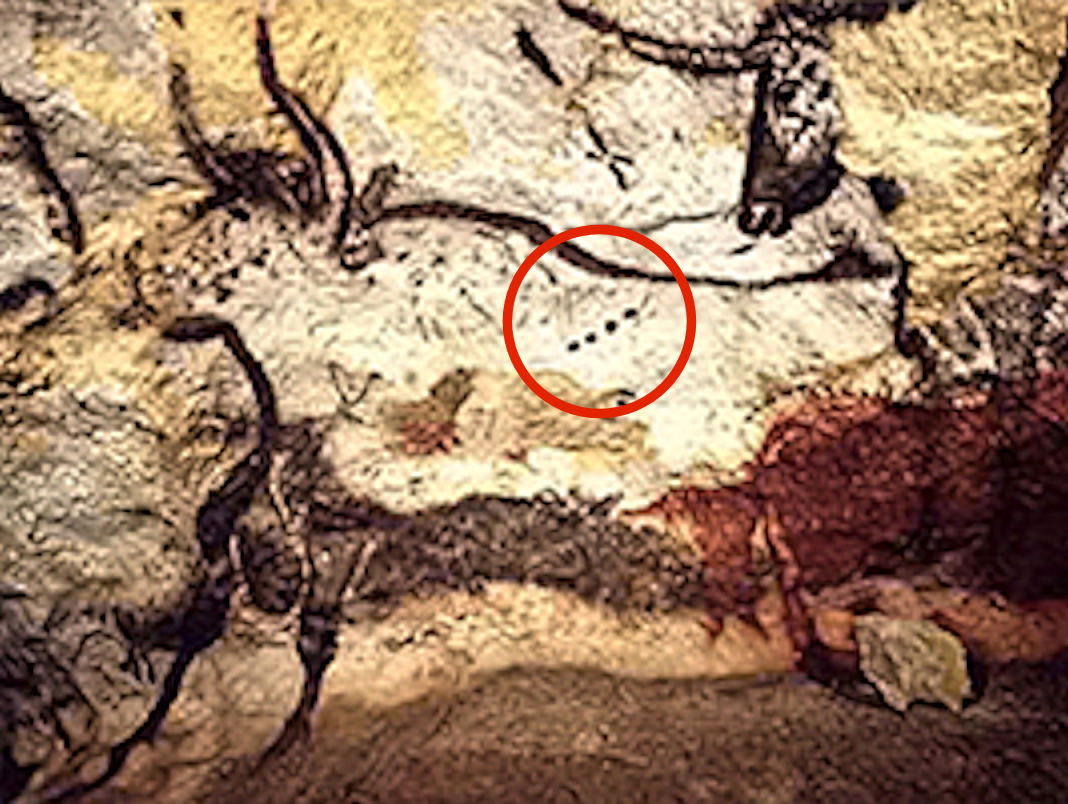
5 ianuarie: Arheologii raportează că semnele notaționale de acum ~ 37.000 de ani din peșteri, care aparent transmit comportamentul sezonier al speciilor de animale desenate lângă ele, reprezintă de fapt o proto-scriere. Totuși, unii cercetători nu sunt convinși, spunând că „ipotezele cercetătorilor nu prezintă dovezi suficiente”.

- 5 ianuarie – Arheologii raportează că semnele notaționale de acum ~ 37.000 de ani din peșteri, care aparent transmit comportamentul sezonier al speciilor de animale desenate lângă ele, reprezintă de fapt o proto-scriere. Totuși, unii cercetători nu sunt convinși, spunând că „ipotezele cercetătorilor nu prezintă dovezi suficiente”.[1][2]
- 6 ianuarie – O colaborare internațională condusă de Universitatea de Știință și Tehnologie din Hong Kong este publicată în Nature Communications, care arată că valurile de căldură marine ascunse, asociate cu vârtejuri oceanice care modulează valurile interne subacvatice, amenință ecosistemele de coastă, ducând la  încălzire subterană neașteptată și albirea severă a coralilor și mortalitate la adâncime.[3]
- 10 ianuarie
  - O a doua planetă potențial asemănătoare Pământului din sistemul TOI 700 este raportată folosind date de la TESS (Transiting Exoplanet Survey Satellite) al NASA.[4]
  - Este modelat impactul pe termen lung al pierderii biodiversității în Madagascar, sugerând că recuperarea după extincții ar putea dura până la 23 de milioane de ani.[5][6]

- 11 ianuarie 

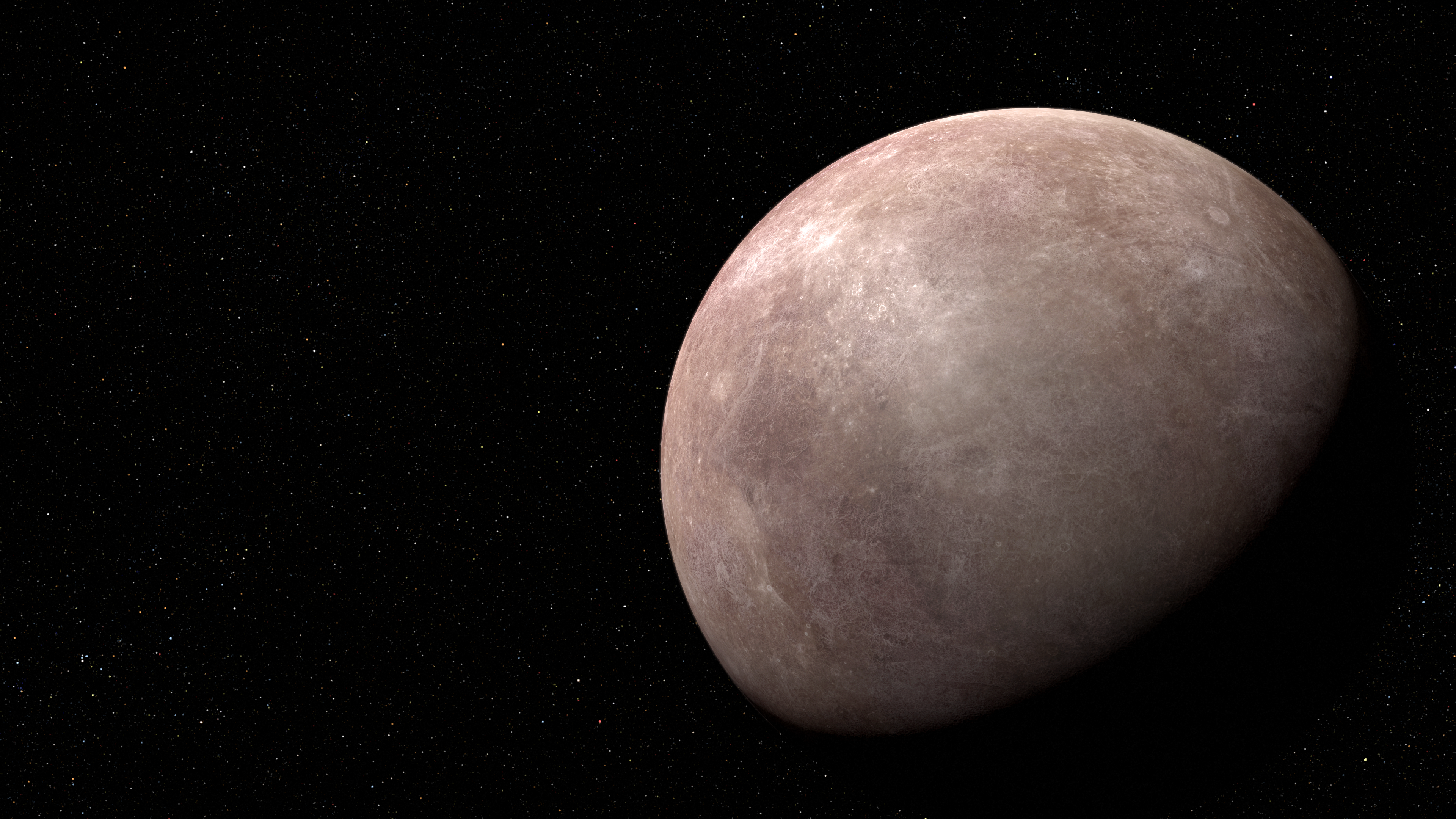
11 ianuarie: Telescopul spațial James Webb observă prima exoplanetă asemănătoare Pământului LHS 475 b (concept artistic).

  - Oamenii de știință de la NASA raportează detectarea lui LHS 475 b, o exoplanetă asemănătoare Pământului – și prima exoplanetă observată de telescopul spațial James Webb.[7] Diametrul exoplanetei LHS 475 b este 99% din cel al Pământului dar este mult mai fierbinte, temperatura în timpul zilei fiind estimată la 475 °C. Planeta își finalizează o orbită în jurul stelei sale în doar două zile.[8]
  - NASA publică imagini ale unui disc de resturi care înconjoară pitica roșie AU Mic, făcute de telescopul spațial James Webb, capturând detalii situate la 750 de milioane de km de stea – echivalentul orbitei lui Jupiter în sistemul nostru solar.[9]
  - Teleportarea energiei este demonstrată pentru prima dată de cercetătorii din New York, folosind un computer cuantic IBM.[10]
- 12 ianuarie – Un studiu raportează reduceri mari ale stratului de zăpadă în Alpi, subliniind nevoile de adaptare la schimbările climatice din cauza impactului acestora asupra climei și activităților socio-economice..[11][12]
- 17 ianuarie – Administrația Națională de Meteorologie anunță că anul 2022 a fost al treilea cel mai călduros an din istoria măsurătorilor meteorologice din România. Temperatura maximă înregistrată în 2022 a fost de +41,7 °C la Calafat, pe 23 iulie. Cei mai călduroși cinci ani din perioada 1900–2022 sunt: 2019, 2020, 2022, 2015 și 2007.[13]
- 23 ianuarie – Un studiu geofizic al Universității din Beijing și publicat în Nature raportează că rotația nucleului interior al Pământului a încetat să se rotească mai repede decât suprafața planetei. Se crede că acest lucru nu are efecte majore și că acest fenomen este parte a unui ciclu care se repetă la aproximativ 70 de ani, care coincide cu alte câteva periodicități geofizice.[14][15]
- 24 ianuarie – NASA și Agenția pentru Proiecte de Cercetare Avansată pentru Apărare anunță că reiau planurile pentru realizarea unui propulsor nuclear. Motorul urmează să fie testat pe orbită în 2027 iar utilizarea lui ar putea reduce considerabil timpul necesar pentru a străbate distanța de la Terra la Marte.[16]
- 25 ianuarie – Inginerii de la Universitatea Chineză din Hong Kong proiectează roboți de dimensiuni milimetrice capabili să schimbe rapid între starea lichidă și starea solidă. Dispozitivele ar putea fi folosite pentru a repara electronice sau pentru a îndepărta obiecte străine din corp.[17]
- 27 ianuarie – Un studiu din revista Joule arată că lumea are suficiente pământuri rare și alte materii prime pentru a trece de la combustibilii fosili la energia regenerabilă.[18][19]
- 30 ianuarie – Oamenii de știință climatologi folosesc inteligența artificială pentru a prezice că încălzirea globală va depăși pragul de încălzire de 1,5°C în următorul deceniu, cu o șansă de aproape 70% pentru un prag de 2°C între 2044 și 2065, chiar dacă emisiile scad rapid.[20]

### Februarie
- 1 februarie

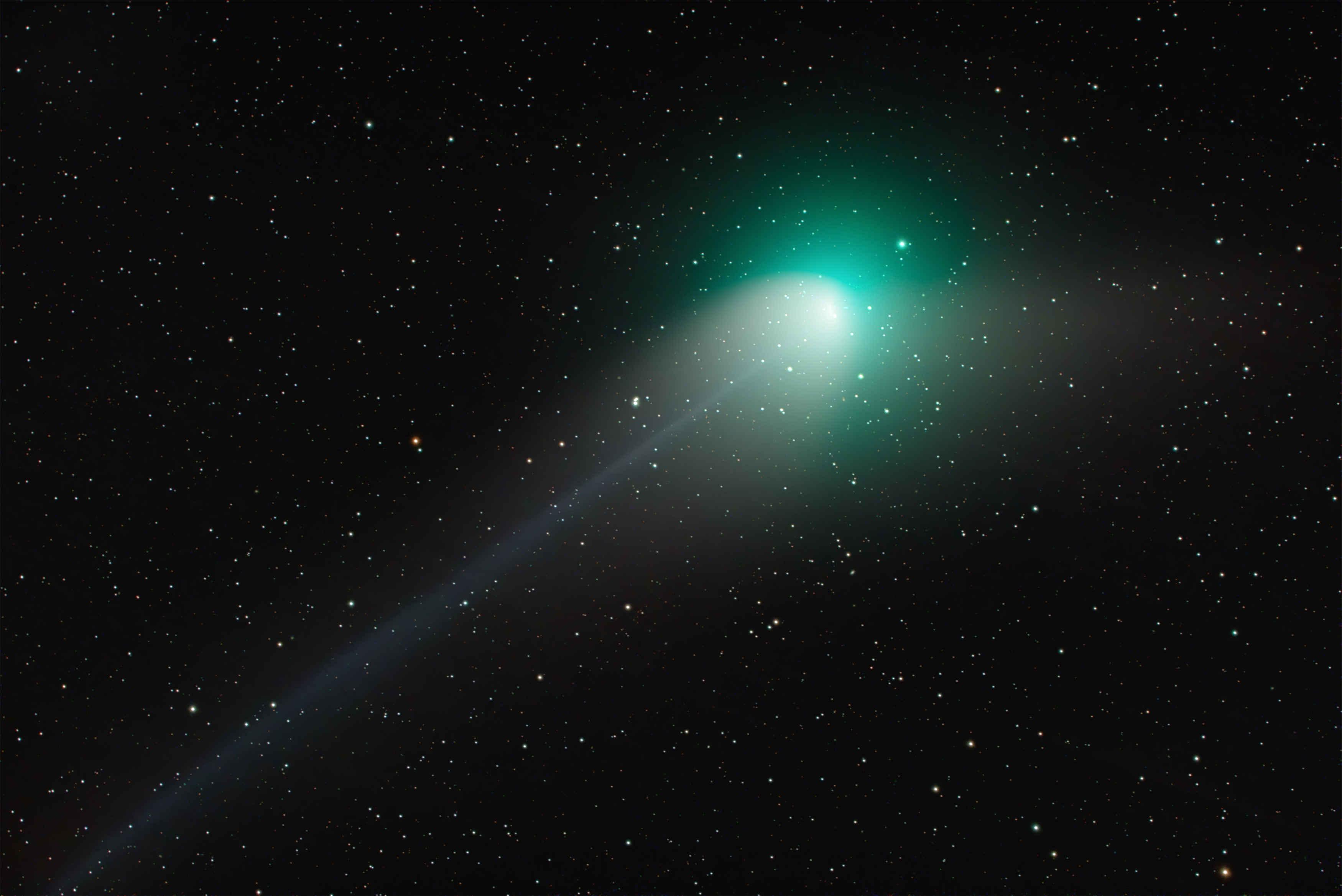
1 februarie: C/2022 E3 (ZTF), o cometă de culoare verde din Norul lui Oort, care trece pe lângă Pământ după o perioadă de 50.000 de ani, se află în punctul cel mai apropiat de planeta noastră.

  - C/2022 E3 (ZTF), o cometă de culoare verde din Norul lui Oort, care trece pe lângă Pământ după o perioadă de 50.000 de ani, se află în punctul cel mai apropiat de planeta noastră.[21]
  - Un articol din revista Leonardo examinează experimentele lui Leonardo da Vinci asupra gravitației în Codex Arundel și prezintă o soluție folosind mecanica newtoniană pentru a confirma „principiul echivalenței” al lui Leonardo.[22]
- 6 februarie – Astronomii anunță descoperirea a 12 sateliți suplimentari ai lui Jupiter.[23]
- 8 februarie 
  - În urma observațiilor telescopului spațial CHEOPS s-a descoperit că planeta minoră Quaoar are un sistem de inele.[24]
  - Oamenii de știință din SUA propun ca praful lunar să fie lansat de pe o stație spațială situată între Pământ și Soare astfel încât să formeze un scut împotriva efectelor încălzirii globale.[25][26]
  - Două studii arată cum microbiomul poate conduce și interacționa cu sindromul de oboseală cronică.[27][28][29]
- 13 februarie  – Cunoștințele privind sănătatea publică devin mai solide: un studiu demonstrează că programele de mese școlare pot îmbunătăți substanțial sănătatea tinerilor, măsurată prin IMC.[30][31] Oamenii de știință arată asocieri între consumul de alimente ultra-procesate (cum ar fi cerealele pentru micul dejun) și mortalitatea legată de cancer la aproximativ 200.000 de participanți din Marea Britanie (31 ianuarie).[32][33] O analiză generală confirmă faptul că activitatea fizică este extrem de benefică(de ~1,5 ori mai eficientă decât consilierea) pentru ameliorarea simptomelor de depresie, anxietate și suferință la adulți și ar trebui să fie o „abordare principală” (1 februarie).[34] Oamenii de știință, folosind date despre aproximativ 9 milioane de cetățeni americani, raportează că poluarea aerului răspândită la nivel mondial este un potențial factor de risc pentru depresia cu debut tardiv (10 februarie).[35][36] Un studiu extinde dovezile leziunilor osoase legate de poluarea aerului (14 februarie).[37]
- 14 februarie – Centrul național de date privind zăpada și gheața din SUA a raportat că scăderea întinderii gheții marine din Antarctica a doborât recordul stabilit anul trecut. O mare parte a coastei Antarcticii este lipsită de gheață. Este al doilea an când extinderea Antarcticii a scăzut sub 2 milioane de km2.[38][39]

- 15 februarie 

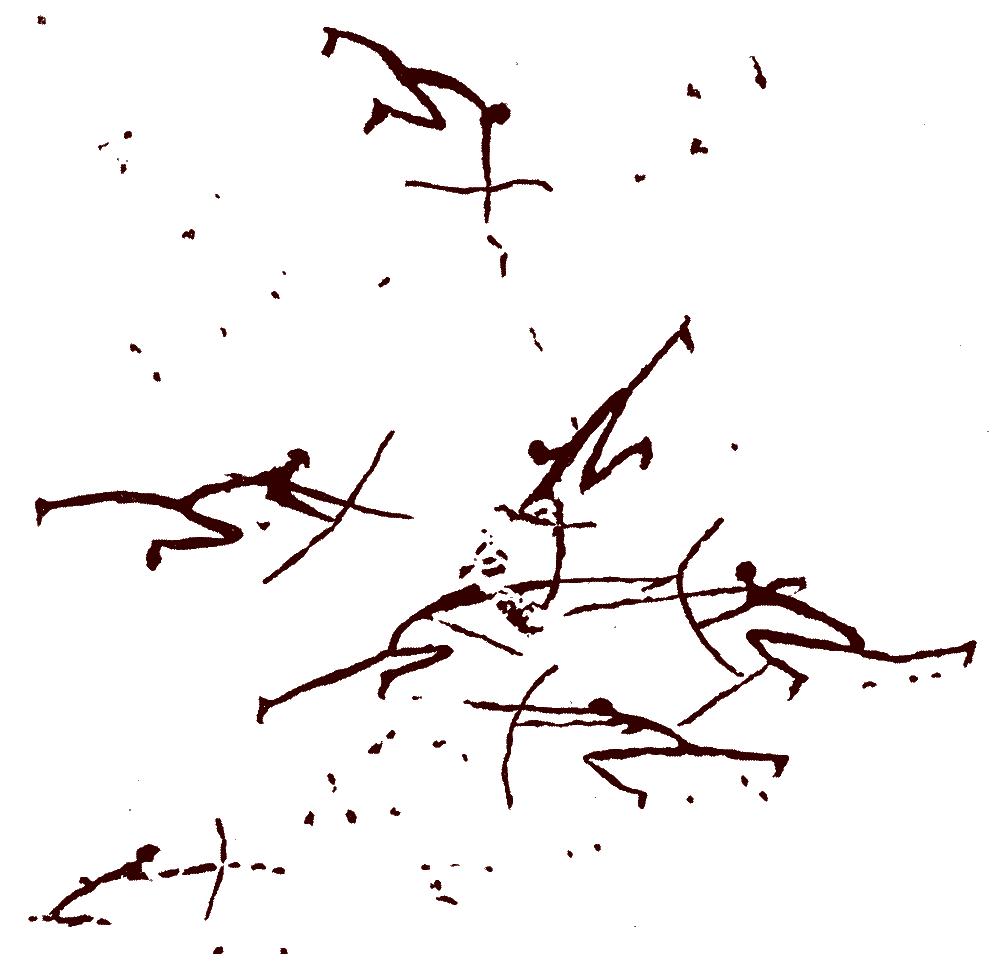
22 februarie: Arheologii raportează cele mai vechi dovezi ale utilizării arcului și săgeților în afara Africii – în urmă cu aproximativ 54.000 de ani în Franța, arătând că cel mai timpuriu H. sapiens cunoscut că a migrat în teritoriile Neandertal a folosit aceste tehnologii.

  - Pe baza unui laringe fosilizat de Pinacosaurus grangeri, oamenii de știință raportează că posibilele sunete pe care le-ar fi putut produce dinozaurii anchilosauri erau asemănătoare sunetelor emise de păsări.[40][41]
  - Un studiu întărește invalidarea argumentului comun pentru costurile mari ale medicamentelor în care se reflectă investițiile în cercetare și dezvoltare, constatând că în ultimele decenii, cele mai mari companii biofarmaceutice au cheltuit mai mult pentru vânzări, activități generale și administrative (cum ar fi marketing și publicitate) decât pentru cercetare și dezvoltare. De asemenea, menționează că investițiile publice din trecut sugerează că s-ar fi putut obține inovații valoroase în mod accelerat și concluzionează că prețurile ridicate în mediile specifice, precum și prețurile mai mari ale medicamentelor noi nu sunt justificate.[42][43]
- 16 februarie – O nouă metodă eficientă pentru îndepărtarea dioxidului de carbon din ocean este descrisă de cercetătorii MIT. Sistemul ar putea fi implementat și de nave care ar procesa apa de mare în timp ce călătoresc, sau de platformele de foraj în larg sau de fermele piscicole de acvacultură.[44]
- 21 februarie – Mai mulți cercetători de la Universitatea Autonomă din Chile au cercetat mai multe roci ale unei delte preistorice din deșertul Atacama din Chile, regiune care seamănă foarte mult cu planeta Marte, folosind tehnologia NGA (Next Generation Sequencing). Rezultatul a fost că 9% dintre secvențele genetice nu se încadrează în nici o categorie cunoscută, în timp ce 40% pot fi încadrate taxonomic doar vag. S-a propus termenul de „microbiom întunecat”, o categorie în care sunt incluse toate microorganismele al căror genom nu a putut fi încadrat cu exactitate. Situația de pe Marte ar putea fi similară cu cea din deșertul Atacama.[45][46]
- 22 februarie – Arheologii raportează cele mai vechi dovezi ale utilizării arcului și săgeților în afara Africii – în urmă cu aproximativ 54.000 de ani în Franța, arătând că cel mai timpuriu H. sapiens cunoscut că a migrat în teritoriile Neandertal a folosit aceste tehnologii.[47][48]

### Martie

14 martie: Lansarea GPT-4, un software de inteligență artificială capabil să genereze un text asemănător cu cel scris de om.

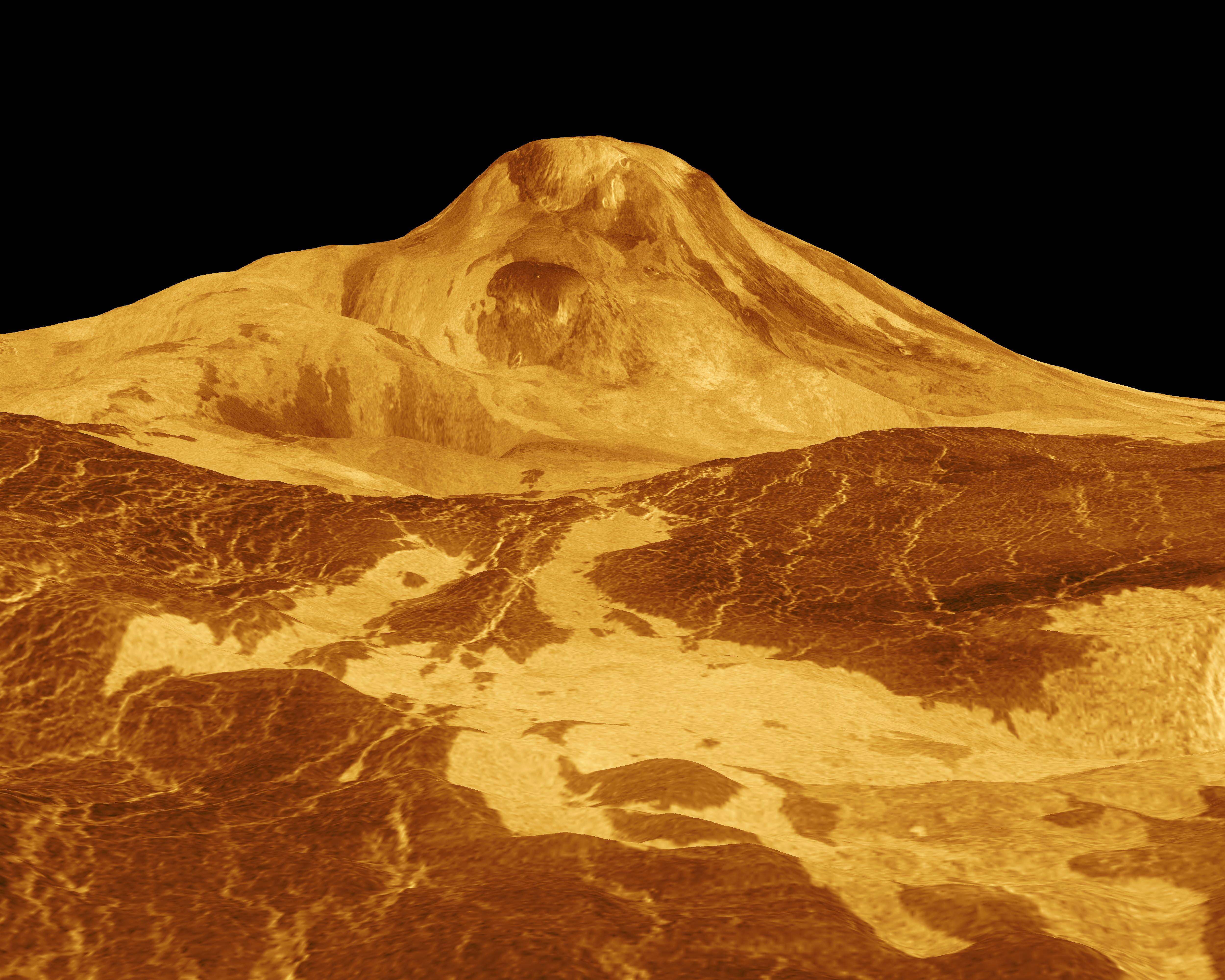
15 martie: Sunt prezentate dovezi ale vulcanismului activ pe Venus.

- 1 martie – Este raportat un nou record pentru cea mai apropiată și mai veche pereche binară de pitice ultrareci. Stelele nou descoperite, într-un sistem numit LP 413-53AB, orbitează una pe alta în doar 17 ore și se crede că au o vechime de miliarde de ani.[49]
- 8 martie – Un nou mod de captare a carbonului, care transformă gazul în bicarbonat de sodiu și îl stochează în siguranță în apa de mare, se dovedește a fi de trei ori mai eficient decât metodele existente.[50][51]
- 10 martie – Întregul creier al unei larve de Drosophila melanogaster este cartografiat în detaliu complet pentru prima dată, arătând toți cei 3.016 neuroni și 548.000 de sinapse.[52]
- 14 martie 
  - Cercetătorii medicali raportează o reducere cu 24% a riscului de boli cardiovasculare la femeile care urmează o dietă de tip mediteranean.[53][54]
  - Este lansat GPT-4.[55]
- 15 martie
  - Inginerii de la MIT au dezvoltat tehnici de reparare care permit unui robot aerian de mărimea unei insecte să continue să zboare chiar 20% din vârful aripii a fost tăiat.[56]
  - Este prezentată prima dovadă clară a vulcanismului activ pe Venus, pe baza unei reanalizări a imaginilor vechi de la sonda spațială Magellan.[57][58]
- 21 martie – Analiza probelor de la asteroidul 162173 Ryugu, situat în apropierea Pământului, dezvăluie prezența uracilului, una dintre cele patru nucleobaze din ARN necesare vieții.[59][60]
- 22 martie – Astronomii raportează studii conform cărora ʻOumuamua, un obiect interstelar descoperit în 2017, care a trecut prin Sistemul Solar, a fost, până la urmă, o cometă „care a început ca un planetezimal înghețat”. În timpul călătoriei sale prin spațiul interstelar, a fost supus razelor cosmice care „au bombardat” apa, eliberând hidrogenul, iar acesta a rămas captiv în corpul obiectului. Pe măsură ce ʻOumuamua s-a apropiat de Soare, căldura a eliberat, la rândul său, hidrogenul blocat, acționând ca un „propulsor”.[61][62]
- 29 martie:
  - Un studiu pe 90.000 de adulți constată că nivelurile crescute de activitate fizică pot reduce riscurile de mortalitate asociate cu durata scurtă sau lungă a somnului.[63]
  - Astronomii identifică o gaură neagră „ultramasivă”, una dintre cele mai mari descoperite vreodată și prima confirmată prin lentile gravitaționale, în centrul galaxiei Abell 1201 BCG.[64][65]
- 30 martie
  - Un studiu al curenților oceanici de adâncime din jurul Antarcticii arată că aceștia ar putea încetini cu 40% până în 2050, cu implicații semnificative pentru clima globală.[66][67]
  - Botaniștii raportează că plantele aflate sub stres emit sunete ultrasonice, care pot fi interpretate și pot fi relevante pentru agricultură.[68][69]

### Aprilie

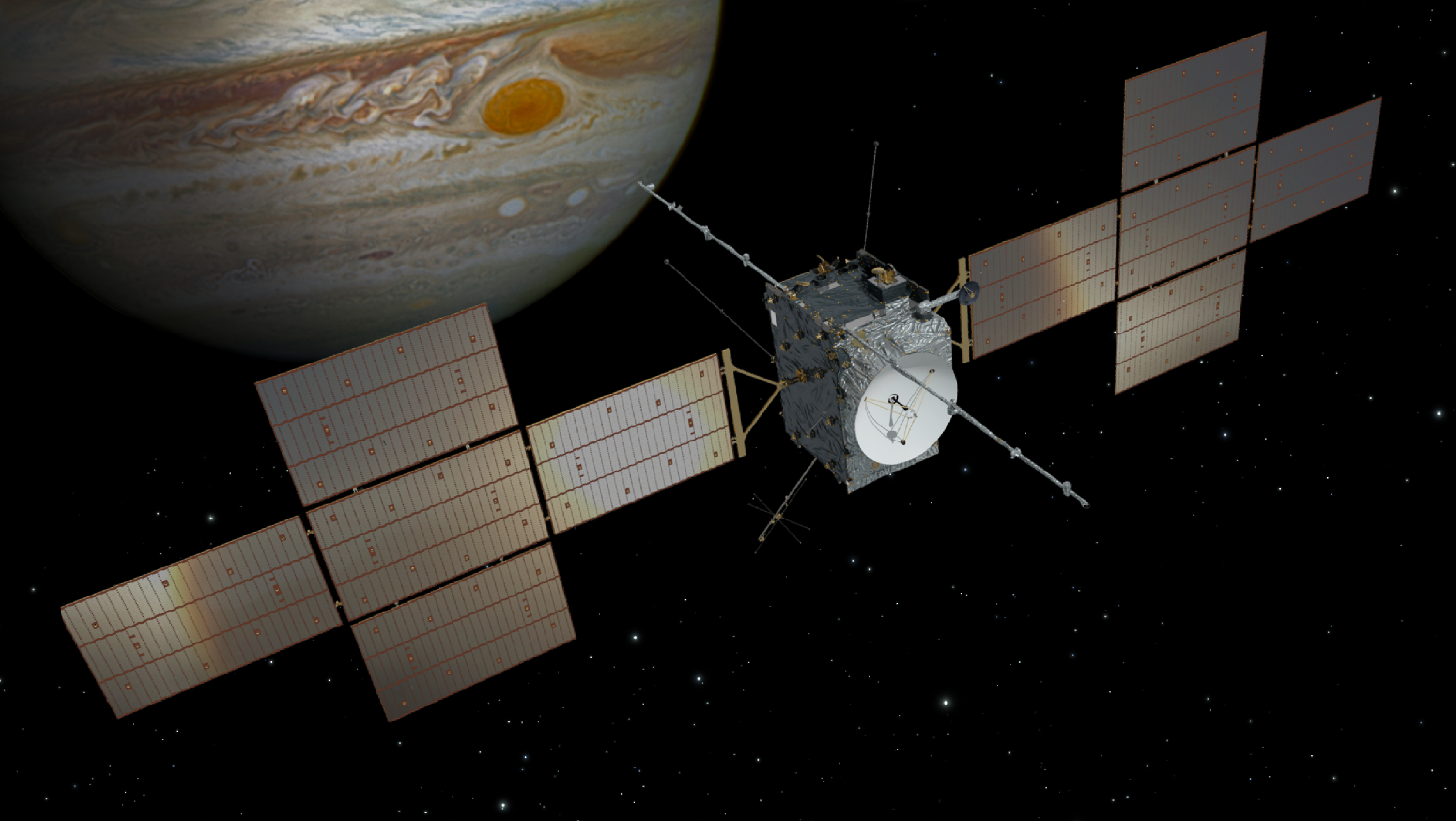
14 aprilie: Sonda Jupiter Icy Moons Explorer (JUICE) este lansată de Agenția Spațială Europeană (ESA) pentru a căuta viața în sistemul jovian, cu o dată estimată de sosire în 2031.

- 5 aprilie – Administrația Națională Oceanică și Atmosferică (NOAA) raportează că gazele cu efect de seră au continuat să crească rapid în 2022 și că nivelurile de CO2 din atmosferă sunt acum cele mai ridicate din 4,3 milioane de ani.[70]
- 10 aprilie – Un studiu în Nature explică rolul consumului nesustenabil al elitelor în crizele urbane de apă. În Cape Town, de exemplu, cei mai bogați oameni, reprezentând 14% din populație, folosesc jumătate din apa orașului, în timp ce cei mai săraci, care reprezintă 62%, folosesc doar un sfert.[71][72]
- 13 aprilie – În revista Science, astronomii raportează imagistica directă a HIP 99770 b, o nouă exoplanetă găsită la 133 de ani-lumină distanță.[73]
- 14 aprilie – Sonda Jupiter Icy Moons Explorer (JUICE) este lansată de Agenția Spațială Europeană (ESA) pentru a căuta viața în sistemul jovian, cu o dată estimată de sosire în 2031.[74]
- 18 aprilie – Astronomii raportează studii care au concluzionat că „... planetele din zonele locuibile ale stelelor cu metalicitate scăzută sunt cele mai bune ținte pentru a căuta viață complexă pe uscat”.[75][76]
- 19 aprilie
  - Un bolid a fost observat peste Ucraina și Belarus timp de aproximativ cinci secunde. Bolidul a fost observat mai întâi la o altitudine de 98 km deasupra Velîka Dîmerka, apoi a trecut direct deasupra Kievului la o altitudine de aproximativ 80 km și a continuat spre sud-vest cu viteza de 29 km/s.[77] O erupție strălucitoare a avut loc la o altitudine de 38 km, când magnitudinea absolută a bolidului a atins valoarea de aproximativ –18.[77]
  - Cauza probabilă a părului cărunt s-a dovedit a fi celulele producătoare de pigment care își pierd capacitatea de a se maturiza în melanocite în număr suficient pentru a umple cu culoare șuvița de păr aflată în creștere.[78]
- 20 aprilie – Este publicat un nou studiu care arată că pierderea gheții în Groenlanda și Antarctica s-a triplat de la începutul anilor 1990, anul 2019 consemnând cele mai mari pierderi înregistrate. Aceste constatări au implicații pentru creșterea nivelului mării.[79][80][81][82]
- 24 aprilie – Astronomii lansează, pentru prima dată, imagini globale de prim-plan ale satelitului marțian Deimos, imagini realizate de orbitatorul Hope Mars Mission.[83]
- 25 aprilie – Pe baza unor noi dovezi, oamenii de știință concluzionează că Rosalind Franklin a contribuit ca „jucător egal” în procesul de descoperire a ADN-ului. Dr. Jacalyn Duffin, hematolog și istoric al medicinei la Universitatea Queen din Canada a sous „ceea ce este inegal și a fost întotdeauna inegal și este încă inegal la Rosalind Franklin este meritul pe care ea nu l-a primit în urma descoperirii”.[84][85][86]
- 26 aprilie – Astronomii prezintă o imagine, pentru prima dată văzută împreună, a umbrei găurii negre din centrul galaxiei Messier 87 și a jetului său de înaltă energie.[87][88]
- 28 aprilie – S-a demonstrat că ChatGPT depășește medicii umani în răspunsurile la întrebările pacienților atunci când este măsurat după calitate și empatie.[89]

### Mai

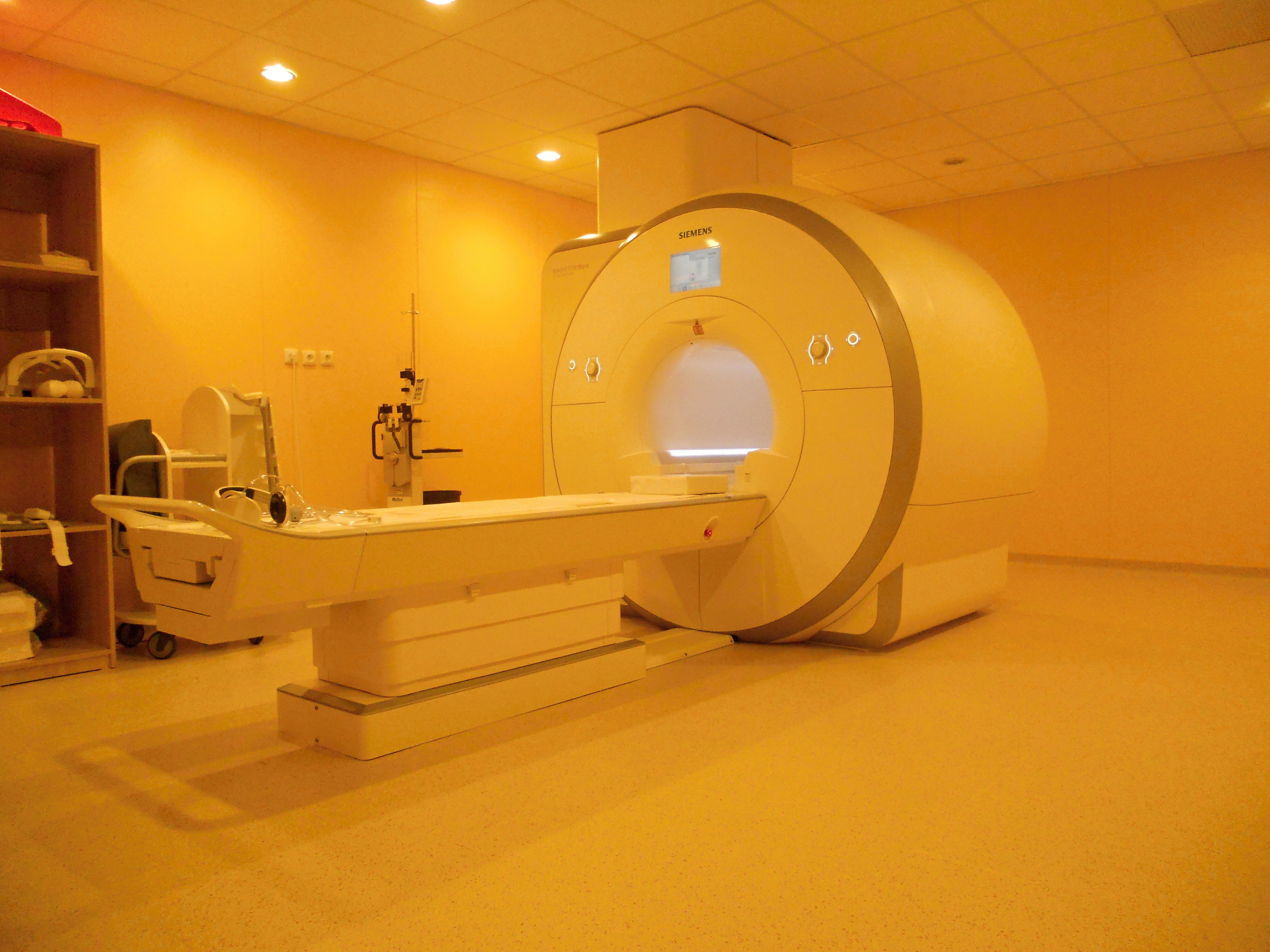
1 mai: Este demonstrată o nouă metodă non-invazivă de citire a creierului numită „decodare semantică” bazată pe fMRI.

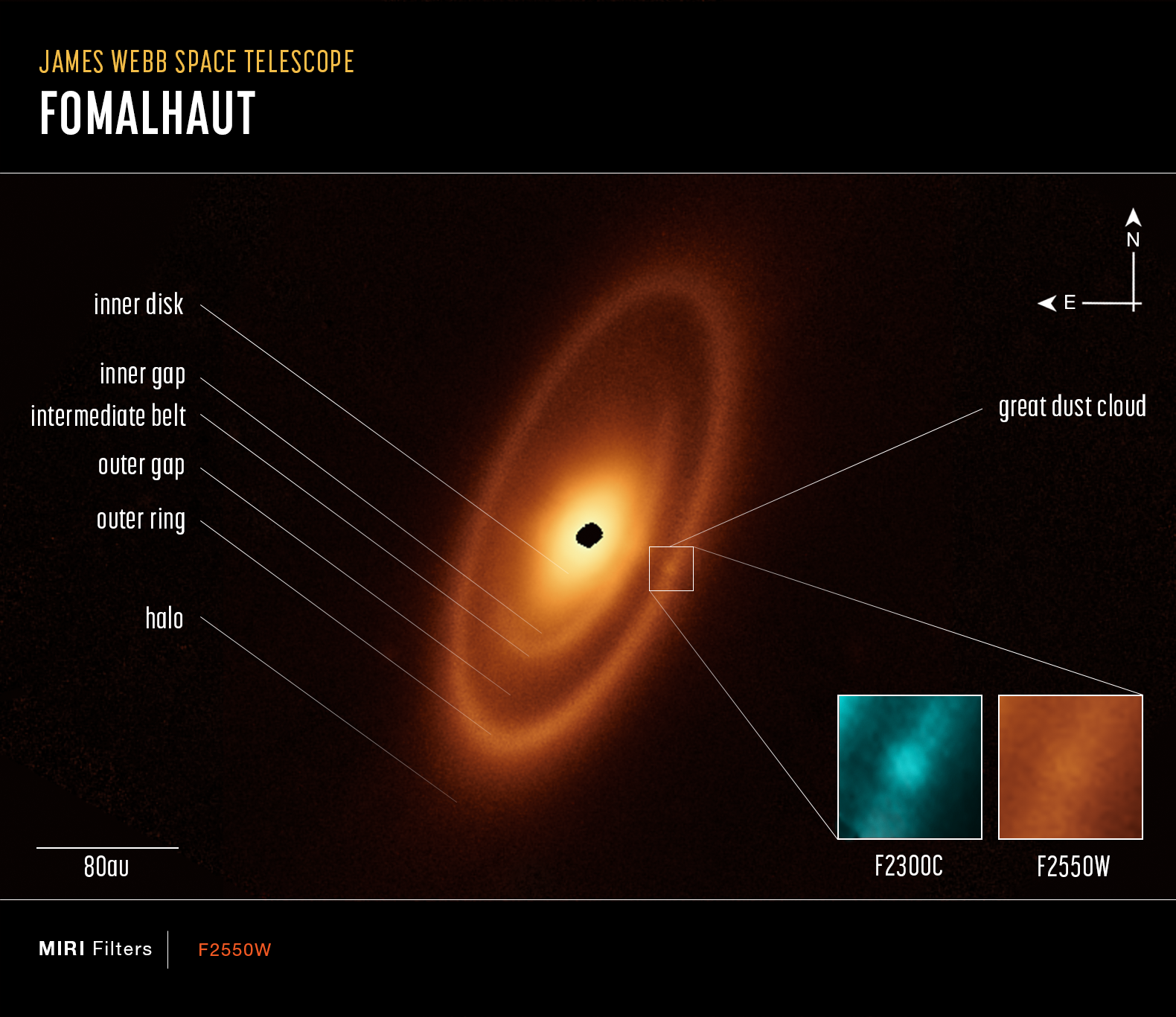
8 mai: Vedere în infraroșu a trei centuri de asteroizi în jurul stelei Fomalhaut.

- 1 mai – Un nou dispozitiv de citire a creierului numit „decodor semantic” este demonstrat de Universitatea Texasului din Austin. Sistemul non-invaziv, bazat pe 16 ore de date fMRI pentru fiecare participant și pe un transformator, este capabil să traducă activitatea neuronală a unei persoane într-un flux continuu de text.[90]
- 3 mai 
  - Este publicat studiul prin care se confirmă că în localitatea Pogana din România au fost identificate resturi de mamifere din subfamiliile Schizotheriinae și Chalicotheriinae din Miocenul superior în același strat stratigrafic. Astfel, localitatea reprezintă unul dintre foarte puținele cazuri confirmate de co-ocurență a celor două subfamilii în cadrul unui orizont fosilifer în același sit fosilifer.[91]
  - Astronomii care folosesc telescopul Gemini South raportează prima dovadă directă a unei exoplanete care a fost înghițită de o stea străveche asemănătoare Soarelui, o soartă care probabil va fi împărtășită de Terra peste cinci miliarde de ani.[92][93][94]
  - Compania farmaceutică Eli Lilly raportează că donanemabul poate încetini ritmul bolii Alzheimer cu 35%, în urma unui studiu de fază 3 pe pacienți umani.[95]
  - Cercetătorii anunță că o nouă metodă de extragere a ADN-ului antic a identificat proprietarul unui canin de elan, găurit și folosit ca pandantiv, realizat în urmă cu aproximativ 20.000 de ani. Femeia care l-a purtat era înrudită cu o populație de vânători-culegători despre care se știe că locuia într-o parte a Siberiei, la est de Peștera Denisova din Rusia.[96]
- 5 mai – Organizația Mondială a Sănătății anunță că COVID-19 nu mai este considerată o urgență de sănătate globală.[97][98]
- 8 mai 
  - Prima imagine în infraroșu a unei centuri de asteroizi în afara sistemului nostru solar este capturată de telescopul spațial James Webb. S-a demonstrat că există trei inele distincte de resturi în jurul Fomalhaut, o stea tânără aflată la 25 de ani-lumină distanță.[99]
  - Inteligența artificială identifică cu succes persoanele cu cel mai mare risc de cancer pancreatic cu până la trei ani înainte de diagnosticare, folosind doar fișele medicale ale pacienților.[100]
- 9 mai – 34% dintre lucrările de neuroștiință și 23% dintre lucrările medicale publicate în 2020 au fost probabil fabricate sau plagiate, potrivit unui studiu, provenind din „fabricile de hârtie”.[101]
- 10 mai – CRANK-MS, un nou algoritm pentru detectarea bolii Parkinson înainte de apariția simptomelor, este demonstrat de Universitatea din New South Wales și Universitatea din Boston. Obține o precizie de 96%, folosind rețelele neuronale pentru a analiza biomarkerii din fluidele corporale. [102]
- 11 mai – Se raportează descoperirea a 62 de luni noi ale lui Saturn, ducând numărul total confirmat la 145 și depășind Jupiter.[103][104]
- 15 mai – National Institutes of Health începe un studiu de fază 1 a unui vaccin antigripal universal bazat pe ARNm, înrolând 50 de voluntari.[105]

- 17 mai

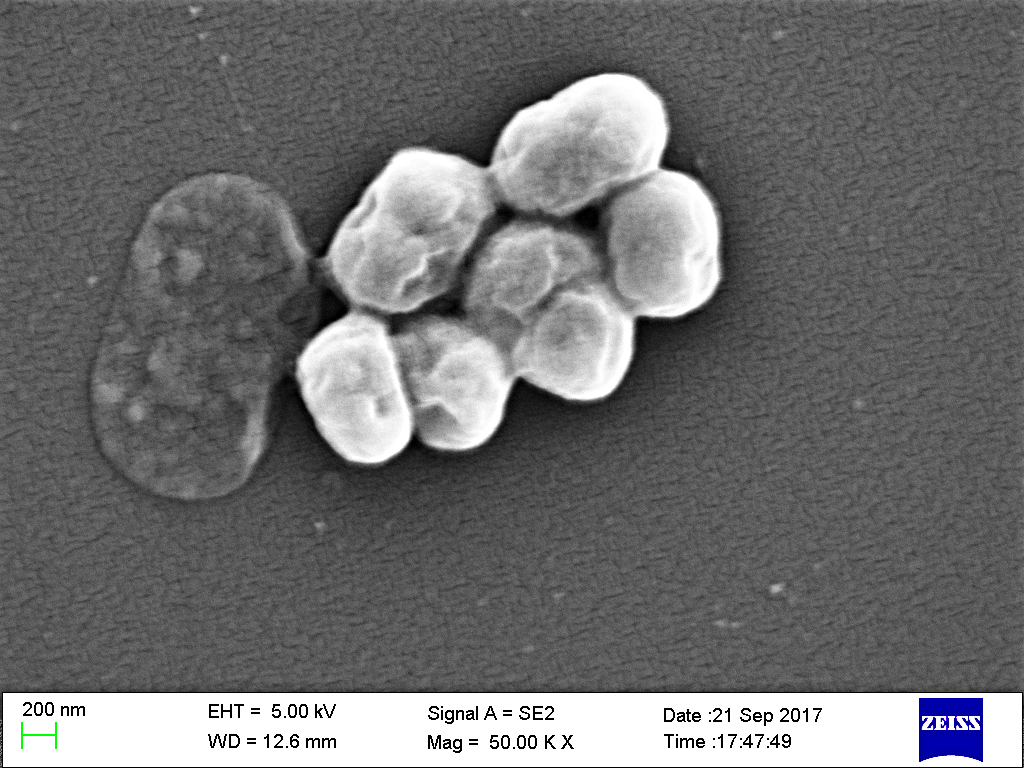
25 mai: Inteligența artificială a conceput un nou antibiotic, eficient împotriva Acinetobacter baumannii

  - Oamenii de știință raportează, pe baza unor studii genetice, o cale mai complicată a evoluției umane decât se înțelegea anterior. Conform studiilor, oamenii au evoluat din diferite locuri și momente din Africa, în loc să fie dintr-un singur loc și perioadă de timp.[106][107]
  - Se crede că exoplaneta recent descoperită LP 791-18 d este acoperită cu vulcani, datorită atracției gravitaționale extreme a unui super-Pământ în același sistem.[108]
- 18 mai – Astronomii cartografiază traiectoriile asteroizilor potențial periculoși pentru următorii 1.000 de ani. S-a descoperit că cel puțin 28 din 2.000 de asteroizi au probabilități diferite de zero de o „întâlnire profundă” cu Pământul.[109][110]
- 21 mai – IBM anunță că va începe dezvoltarea unui computer cuantic de 100.000 de qubiți, cel mai mare și mai puternic din lume, care urmează să fie finalizat până în 2033.[111][112]
- 23 mai – Folosind telescopul spațial Hubble și sonda spațială Gaia, o analiză a mișcărilor celui mai apropiat roi globular cunoscut, Messier 4, a relevat un exces de masă de aproximativ 800 de mase solare în centru, care pare să nu fie extinsă și ar putea fi cea mai bună dovadă cinematică pentru o gaură neagră de masă intermediară (chiar dacă un grup neobișnuit de compact de pitice albe, stele neutronice sau găuri negre de masă stelară nu poate fi complet ignorat).[113][114]
- 25 mai
  - 5.000 de specii marine noi pentru știință sunt descoperite în Zona Clarion-Clipperton, o zonă de fractură geologică submarină din Oceanul Pacific.[115][116]
  - Inteligența artificială este folosită pentru a dezvolta un antibiotic experimental numit abaucin, care s-a dovedit a fi eficient împotriva Acinetobacter baumannii.[117][118]
  - NASA prezintă dovezi pentru existența unei a doua centuri Kuiper, pe care nava spațială New Horizons ar putea să o viziteze la sfârșitul anilor 2020 sau începutul anilor 2030.[119]
- 31 mai – Prima scanare cu raze X a unui singur atom este raportată de cercetătorii de la Universitatea Ohio, SUA.[120]

### Iunie

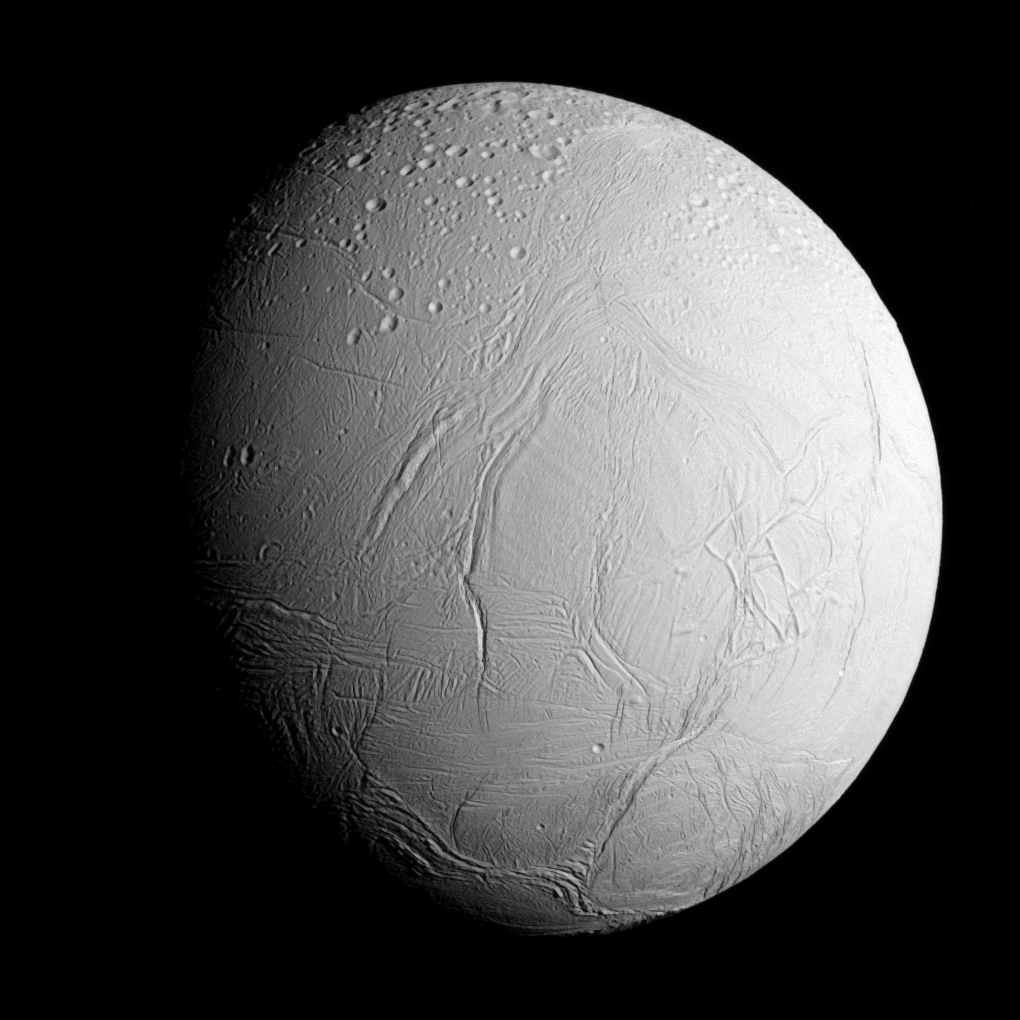
14 iunie: A fost detectată prezența fosfaților pe Enceladus, satelit al planetei Saturn, completând astfel descoperirea tuturor ingredientelor chimice de bază pentru viața pe satelit.

- 1 iunie – California Institute of Technology raportează prima transmitere cu succes a energiei solare din spațiu către un receptor de pe sol, prin instrumentul MAPLE de pe nava sa spațială SSPD-1, lansată pe orbită în ianuarie.[122][123]
- 5 iunie 
  - Oamenii de știință raportează dovezi că Homo naledi, o specie extinctă de om arhaic descoperită în 2013 în Africa de Sud și care a trăit cu 500.000 de ani în urmă, și-a îngropat morții, a creat artă în peșterile lor și a folosit focul.[124]
  - Un robot „bucătar” dezvoltat la Universitatea Cambridge este instruit să vizioneze și să învețe din videoclipurile despre gătit și să recreeze felurile de mâncare.[125]
- 6 iunie – Un studiu publicat în Nature constată că prima dispariție completă a banchizei arctice ar putea avea loc în anii 2030, cu un deceniu mai devreme decât se prognozase anterior.[126][127]
- 7 iunie – Într-un raport publicat în Biology Letters, cercetătorii dezvăluie primul caz cunoscut de partenogeneză facultativă sau de "naștere virgină" la un crocodil, în care o femelă de crocodil american care trăia izolată la o grădină zoologică din Costa Rica a depus un ou de crocodil mort complet format care a prezentat partenogeneză. Cercetătorii sugerează că descoperirile ar putea oferi informații despre reproducerea strămoșilor crocodililor, inclusiv a dinozaurilor și a pterozaurilor.[128]
- 8 iunie – Oamenii de știință din SUA confirmă că următorul El Niño a început, care va duce probabil la temperaturi globale mai ridicate la sfârșitul anului 2023 și în 2024.[129]
- 14 iunie
  - Cercetători de la Universitatea din Cambridge și Caltech raportează crearea primului embrion uman sintetic din celule stem, fără a fi nevoie de spermatozoizi sau ovule.[130]
  - Oamenii de știință raportează dovezi că planeta Pământ s-ar fi putut forma în doar trei milioane de ani, mult mai repede decât 100 de milioane de ani cât se credea anterior.[131][132]
  - Astronomii raportează că a fost detectată prezența fosfaților pe Enceladus, satelit al planetei Saturn, completând astfel descoperirea tuturor ingredientelor chimice de bază pentru viața pe satelit.[121][133]
  - Informaticienii IBM raportează că un calculator cuantic a produs rezultate mai bune pentru o problemă de fizică decât un supercalculator convențional.[134][135]
  - Un model de învățare automată dezvoltat la Universitatea din Edinburgh este instruit pentru a recunoaște caracteristicile cheie ale substanțelor chimice care pot induce în mod selectiv moartea celulelor senescente. Acesta găsește trei substanțe chimice – ginkgetina, periplocină și oleandrina – capabile să elimine celulele senescente fără a deteriora celulele sănătoase.[136]
- 15 iunie – Cercetătorii de la Muzeul de Istorie Naturală din Londra au descoperit pe Insula Wight, fosilele unei specii de dinozaur erbivor numit Vectipelta barretti. Ankylosaurul, cu „armură cu țepi asemănătoare unor lame”, este primul de acest tip descoperit pe insulă în 142 de ani și va fi adăugat la colecția de pe Insula Dinozaurilor pentru a fi expus publicului în timpul verii.[137]
- 21 iunie – Universitatea din Minnesota a raportat primul transplant cu succes al unui rinichi funcțional de mamifer crioconservat.[138][139]
- 22 iunie – Un studiu publicat în The Lancet prevede că, până în 2050, numărul adulților cu diabet la nivel mondial va fi mai mult decât dublu, de la 529 de milioane la peste 1,3 miliarde. Nu este de așteapat ca vreo țară să înregistreze un declin.[140][141]
- 26 iunie
  - Astronomii detectează, pentru prima dată în spațiul interstelar, meteniul, CH3+ (și/sau cationul de carbon, C+), ingrediente de bază ale vieții așa cum o cunoaștem. Compusul a fost localizat într-un sistem stelar tânăr, situat la 1.350 de ani lumină de Pământ, în nebuloasa Orion.[142][143]
  - În timpul unui studiu de fază 2, s-a dovedit că retatrutide, un medicament experimental pentru obezitate, duce la o scădere medie a greutății de aproape 15% la adulții umani.[144][145]
- 28 iunie – Astronomii raportează posibila detectare a unui fundal de unde gravitaționale (GWB) în Univers.[146][147]
- 29 iunie – Astronomii raportează, pentru prima dată și cu o nouă tehnică, eliberarea de neutrini din planul galactic al galaxiei Calea Lactee.[148][149]

### Iulie

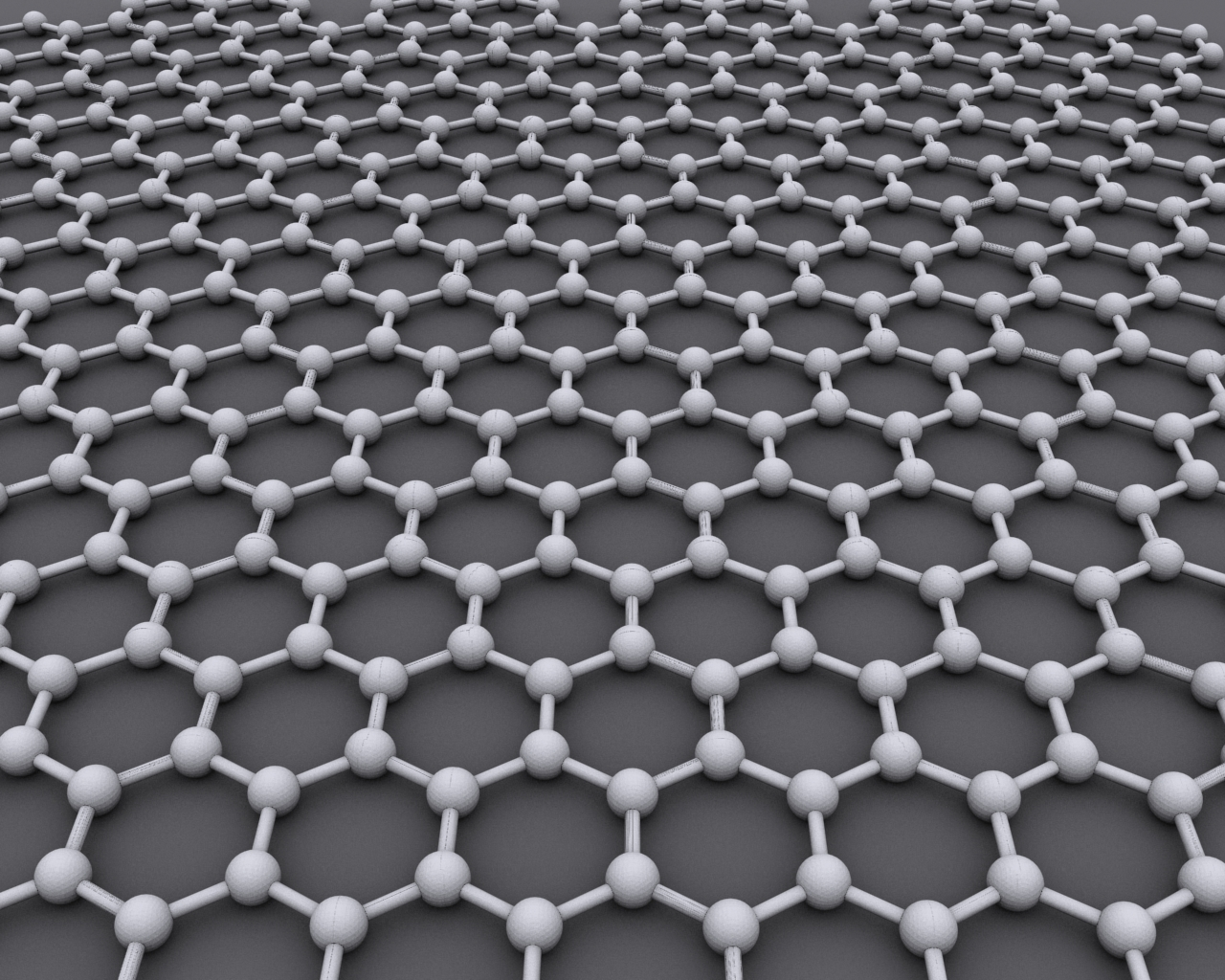
18 iulie: Este raportat pentru prima dată grafenul de origine naturală.

- 1 iulie – Telescopul spațial ESA Euclid este lansat, începând o misiune de șase ani pentru a studia energia întunecată și materia întunecată.[150]
- 5 iulie – Producătorul aerospațial Arianespace lansează pentru ultima oară vehiculul său de lansare Ariane 5 de la Centrul Spațial Guyanez din Kourou, Guyana Franceză, transportând sateliți militari francezi și germani.[151]
- 10 iulie – Cel mai mare albedo măsurat vreodată pentru o exoplanetă a fost confirmat cu ajutorul datelor furnizate de telescopul spațial CHEOPS. Se arată că planeta LTT 9779 b, care este o planetă tip Neptun ultra-fierbinte, reflectă 80% din lumina primită de la steaua sa (față de 75% în cazul planetei Venus), datorită conținutului ridicat de metal din norii săi.[152]
- 11 iulie 
  - Pe baza analizei observațiilor efectuate de telescopul spațial James Webb sunt raportate trei posibile candidate de „stele întunecate”, la momente cuprinse între aproximativ 320 de milioane și 400 de milioane de ani de la Big Bang.[153][154]
  - Berkeley Earth raportează că luna iunie 2023 a fost cea mai caldă lună iunie de la începutul înregistrărilor, în 1850, și a depășit recordul anterior cu 0,18 °C. Setul său de date privind temperaturile sugerează că 2023 are acum 81% șanse să devină un nou an record pentru încălzirea globală.[155]
- 12 iulie – Astronomii raportează un succes considerabil al telescopului spațial James Webb (JWST) după primul său an de funcționare.[156]
- 13 iulie – În cadrul unor experimente efectuate de Universitatea din Melbourne, Universitatea de Silvicultură din Beijing și Universitatea Davis din California, s-a demonstrat că particulele de poluare a aerului reduc capacitatea insectelor de a găsi hrană și un partener. Este posibil ca acest lucru să contribuie la scăderea dramatică a populațiilor de insecte la nivel mondial, concluzionează oamenii de știință.[157]
- 14 iulie – Organizația indiană de cercetare spațială (ISRO) lansează cu succes nava spațială Chandrayaan-3 într-o misiune spre Lună. În cadrul misiunii vor fi lansate modulul de aterizare Vikram și roverul Pragyan pentru a studia suprafața Lunii timp de două săptămâni. Misiunea este similară cu misiunea eșuată Chandrayaan-2, care s-a prăbușit cu puțin timp înainte de aterizare în 2019.[158]

- 18 iulie 

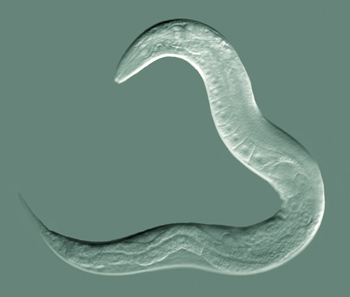
27 iulie: Este raportată cea mai lungă criptobioză cunoscută la un nematod, cu un organism reînviat după 46.000 de ani în permafrostul siberian.

  - Într-un studiu publicat în revista Scientific Reports, cercetătorii prezintă o fosilă veche de 125 de milioane de ani din centrul Chinei, care înfățișează un mamifer Repenomamus robustus care vânează un dinozaur, Psittacosaurus lujiatunensis, sugerând că mamiferele mici ar fi putut vâna în mod activ dinozauri mici.[159]
  - Este raportat primul exemplu de grafenă naturală, într-o mină de aur din Africa de Sud.[160]
- 19 iulie – Astronomii raportează descoperirea unei stele bizare cu „două fețe”, cu o parte alcătuită din hidrogen și cealaltă formată din heliu. Obiectul, denumit ZTF J203349.8+322901.1, este o pitică albă situată la aproximativ 1.000 de ani lumină distanță.[161]
- 24 iulie – Telescopul spațial James Webb a detectat vapori de apă în discul stâncos al unui sistem planetar care abia se naște, aflat la 370 de ani-lumină de Soare. Este pentru prima oară când este observată apă într-un disc relativ vechi de gaze și praf cosmic, cu o vârstă estimată la 5,4 milioane de ani.[162]
- 25 iulie – Un studiu publicat în revista Nature arată că este foarte probabil ca în acest secol să aibă loc un colaps al sistemului Atlantic Meridional Overturning Circulation (AMOC), care transportă apă caldă de la tropice spre nordul Atlanticului, și că aceasta ar putea avea loc încă din 2025. Intervalul de încredere de 95% se situează între 2025 și 2095.[163][164][165]
- 26 iulie – DARPA, în colaborare cu NASA, începe să lucreze la prima demonstrație pe orbită a unui motor termic nuclear de rachetă.[166]
- 27 iulie  – Este raportată cea mai lungă criptobioză cunoscută la un nematod, cu un organism reînviat după 46.000 de ani în permafrostul siberian. Secretul prin care viermii reușesc să supraviețuiască atât de mult timp pare să fie legat de o substanță numită trehaloză, o dizaharidă găsită și la alt tip de vierme denumit Caenorhabditis elegans, care de asemenea poate intra într-o stare de criptobioză.[167]

### August
- 1 august 

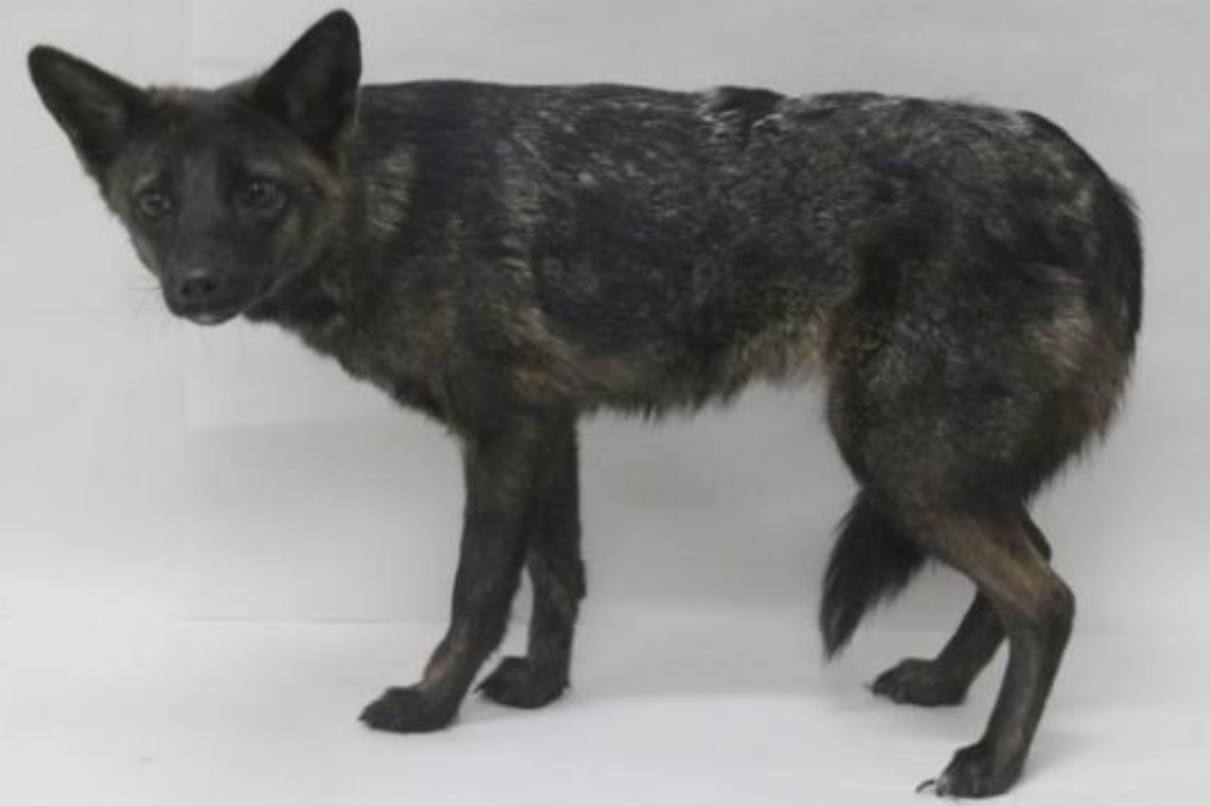
3 august: Este semnalat primul hibrid vulpe-câine cunoscut denumit Dogxim.

  - Încălzirea globală: Oceanele lumii ating o nouă temperatură record de 20,96°C, depășind precedentul record de 20,95°C în martie 2016. De asemenea, se confirmă că luna iulie a fost cea mai fierbinte lună înregistrată vreodată.[168][169]
  - Astrobiologii teoretizează că este puțin probabil ca planetele cu conținut scăzut de oxigen să producă civilizații avansate, deoarece descoperirea focului necesită un acces facil la combustia în aer liber, care este posibilă doar atunci când presiunea parțială a oxigenului este de peste 18%.[170]
- 2 august 
  - S-a descoperit că o stea mică, numită TOI-4860, găzduiește o gigantă gazoasă neobișnuit de mare, numită TOI-4860 b. Astronomii cred că această pereche reprezintă steaua cu masa cea mai mică care găzduiește o planetă cu o masă atât de mare, ceea ce este o provocare pentru teoriile privind formarea planetelor.[171]
  - Oamenii de știință anunță descoperirea unui hominin străvechi, necunoscut până acum, care ar fi trăit acum 300.000 de ani în China.[172][173]
  - Cercetătorii arată că oasele fosile ale balenei Perucetus colossus descoperite în Peru ar putea indica faptul că a fost cel mai greu animal care a existat vreodată.[174]

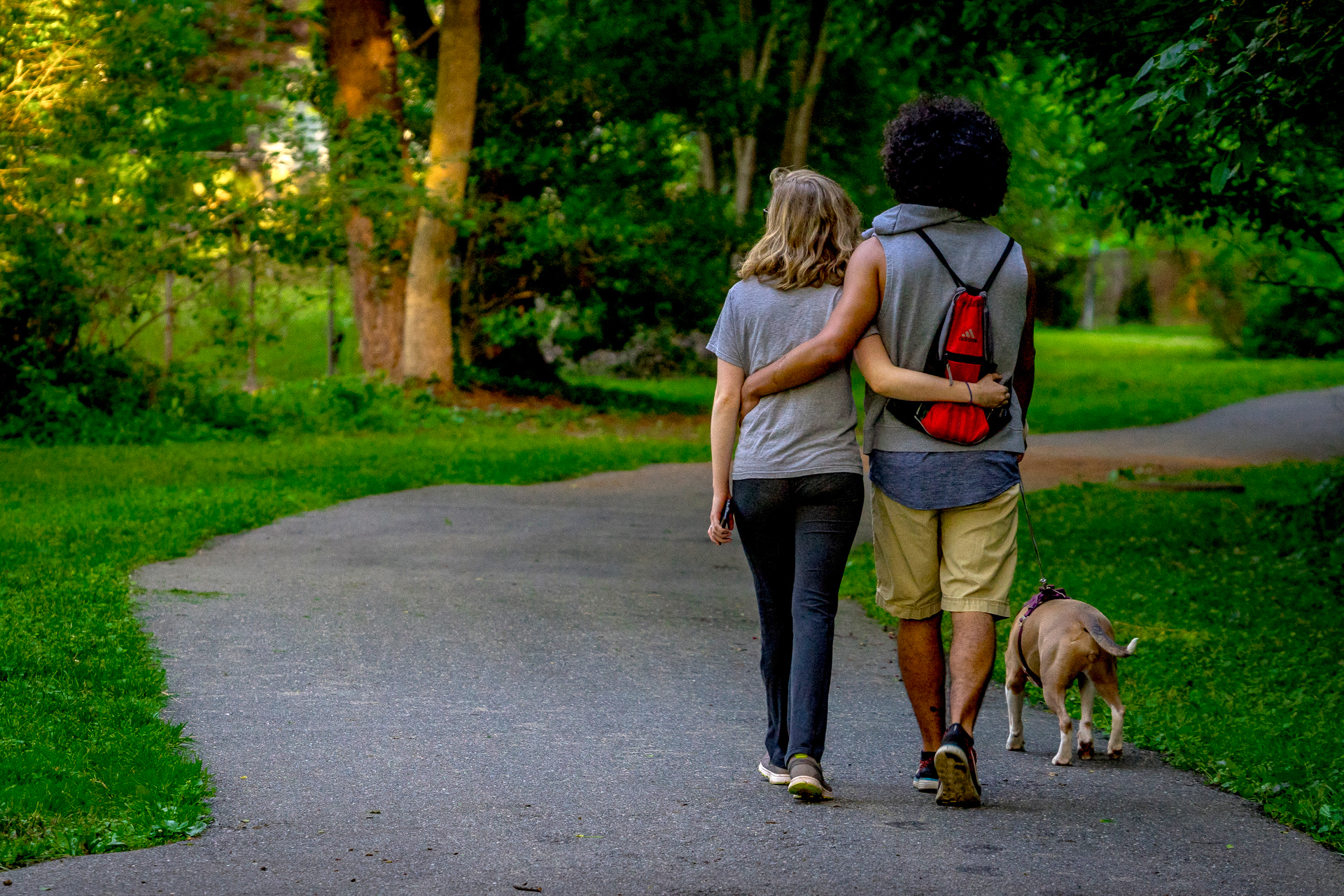
8 august: Un studiu realizat pe 226.000 de persoane din întreaga lume a demonstrat că mersul pe jos mai mult de 3.967 de pași în fiecare zi reduce riscul de a muri prematur din orice cauză.

- 3 august – Este semnalat Dogxim, primul hibrid cunoscut între o vulpe și un câine domesticit, acum mort, descoperit în sălbăticie în Brazilia în cursul anului 2021.[175] Au existat cercetări anterioare privind domesticirea vulpilor.
- 4 august – NASA anunță că a restabilit contactul complet cu sonda sa Voyager 2 după ce în luna iulie, o comandă greșită trimisă sondei a schimbat poziția antenei și a întrerupt contactul. A fost nevoie de 37 de ore pentru ca controlorii misiunii să-și dea seama dacă comanda prin care antena a fost repoziționată cu fața spre Pământ a funcționat, întrucât Voyager 2 se află la 20 de miliarde de kilometri de Terra.[176]
- 5 august – Nava indiană Chandrayaan-3 intră cu succes pe orbita Lunii, înaintea celei de-a doua încercări de aselenizare a Indiei, între 23 și 24 august.[177]
- 8 august – Un studiu realizat pe 226.000 de persoane din întreaga lume a demonstrat că mersul pe jos mai mult de 3.967 de pași în fiecare zi reduce riscul de a muri prematur din orice cauză. Această cifră este considerabil mai mică decât recomandările anterioare, care citau uneori o cifră de peste 10.000 de pași necesari în fiecare zi.[178][179]
- 9 august – Este publicat un studiu asupra datelor genomice provenite din rămășițele oamenilor din Polonia, România și Ucraina care au trăit înainte și după Revoluția neolitică. Acesta arată dovezi care indică existența unui amestec de trăsături între grupurile diferențiate genetic din Europa Centrală și Siberia înainte de Neolitic, precum și dovezi ale unei continuități genetice mai puternice după revoluția neolitică în regiunea Văii Niprului decât în zonele aflate mai la vest.[180]
- 10 august – Oamenii de știință de la Fermilab raportează cea mai precisă măsurare de până acum a câmpului magnetic al muonului. Se arată că particulele oscilează mai repede decât prevede Modelul standard, ceea ce sugerează o posibilă a cincea forță fundamentală.[181][182]

- 11 august 

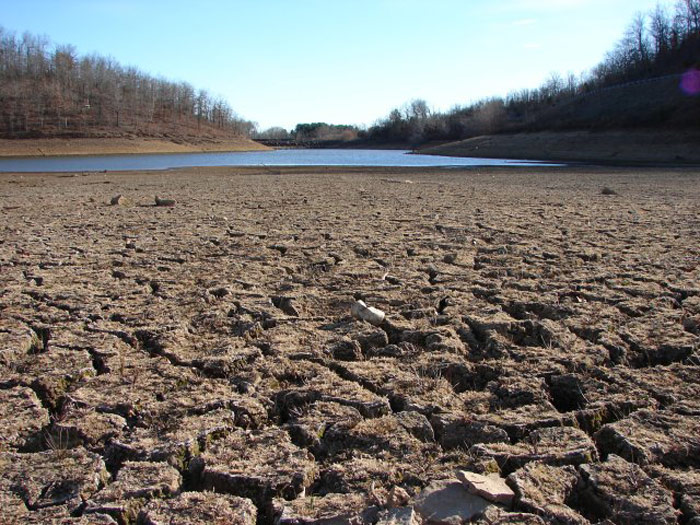
28 august: Un studiu realizat de Western University estimează că o încălzire globală de 2°C ar putea duce la moartea în masă a 1 miliard de oameni până în 2100.

  - Creșterea ratei de fotosinteză în întreaga lume, cauzată de creșterea dioxidului de carbon, a încetinit dramatic în secolul XXI, pe măsură ce atmosfera a devenit mai uscată.[183]
  - Rusia lansează de la cosmodromul Vostochny modulul lunar Luna 25, care va ateriza în apropierea polului sud al Lunii. Misiunea va investiga compoziția solului polar al Lunii, precum și plasma și praful conținute în exosfera lunară.[184]
- 12 august – Astronomul amator Hideo Nishimura anunță descoperirea cometei Nishimura (oficial, "C/2023 P1 (Nishimura)"), o cometă cu perioadă lungă de timp care ar putea fi observabilă în primele zile ale lunii septembrie 2023, înainte de răsăritul Soarelui.[185]
- 14 august – Cercetătorii raportează prima imagine din istorie a inseparabilității cuantice.[186][187]
- 16 august – Se demonstrează că LK-99 nu are proprietățile necesare pentru a fi un supraconductor la temperatura camerei la presiune ambiantă, după săptămâni de speculații în rândul comunității științifice și în mass-media.[188]
- 20 august – Nava spațială Luna 25 a Roscosmos se prăbușește pe Lună după ce s-a deplasat pe o orbită imprevizibilă în timpul tranziției către o orbită de preaterizare.[189]

- 23 august 

23 august: Este anunțată secvențierea completă a unui cromozom Y uman.

  - Chandrayaan-3 a Indiei devine prima navă spațială care aterizează în apropierea polului sud al Lunii, unde se crede că există apă înghețată.[190]
  - Secvențierea completă a unui cromozom Y uman, cu descoperirea a 41 de gene suplimentare, este anunțată în Nature. Secvența completă a cromozomului X a fost publicată în 2020. Până în prezent, însă, partea cromozomului Y din genomul uman a prezentat goluri semnificative.[191]
- 28 august 
  - Un studiu realizat de Western University estimează că o încălzire globală de 2°C ar putea duce la moartea în masă a 1 miliard de oameni până în 2100.[192]
  - Astronomii filmează un eveniment de impact, probabil de către un asteroid, pe planeta Jupiter.[193]
  - Un preprint modelează Pământul văzut de pe exoplaneta TRAPPIST-1e și indică faptul că din acest punct de observație (aflat la 41 de ani-lumină distanță), civilizația umană ar putea fi detectată cu JWST datorită semnăturilor atmosferice, inclusiv a poluării aerului.[194]
- 31 august – Cercetătorii raportează, pe baza unor studii genetice, că „în urmă cu aproximativ 930.000 – 813.000 de ani” a avut loc efectul de „strangulare a populației” de strămoși umani (de la un posibil 100.000 la 1.000 de indivizi) „a durat aproximativ 117.000 de ani și a adus strămoșii umani aproape de dispariție”.[195][196]

### Septembrie

24 septembrie: Întoarcerea cu succes a mostrelor de la misiunea OSIRIS-REx a NASA pe asteroidul 101955 Bennu.

- 2 septembrie 

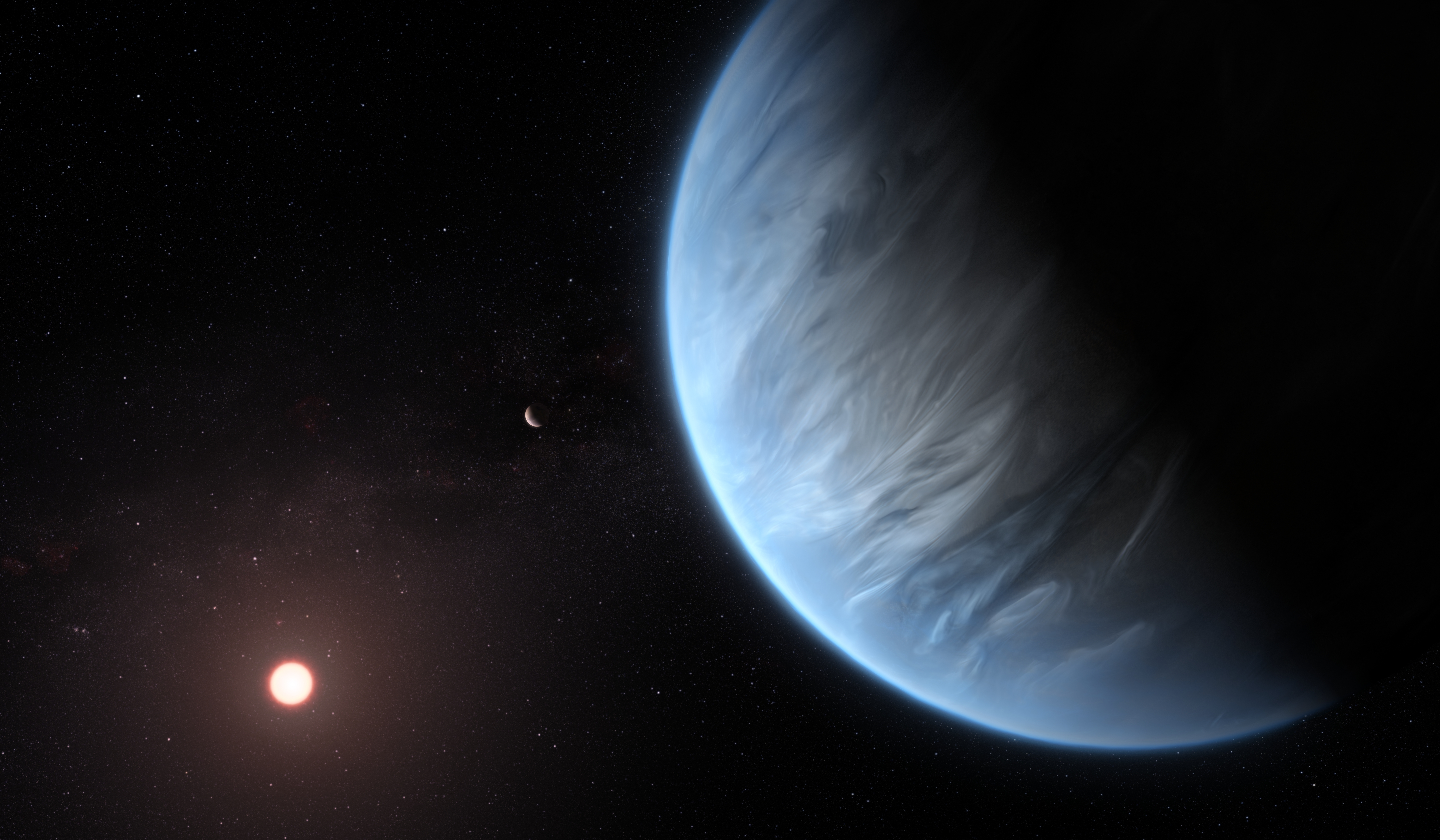
11 septembrie: NASA anunță că exoplaneta K2-18b (impresie artistică) ar putea fi acoperită de oceane de apă.

  - India lansează Aditya-L1, prima sa misiune de observare a Soarelui pentru a observa coroana solară, fotosfera și cromosfera și pentru a studia vânturile solare și erupțiile solare, precum și efectul acestora asupra Pământului și a meteorologiei spațiale.[197][198]
  - Astrofizicienii pun sub semnul întrebării viziunea generală actuală asupra Universului, sub forma Modelului Standard al Cosmologiei, pe baza ultimelor studii ale Telescopului spațial James Webb.[199]
- 5 septembrie – Astronomii identifică o structură vastă, asemănătoare unei bule, cunoscută sub numele de Ho'oleilana, în distribuția galaxiilor relativ apropiate, cu un diametru estimat la 1 miliard de ani-lumină și descrisă ca fiind prima observație a unei oscilații acustice barionice individuale.[200][201]
- 6 septembrie
  - Situl de la Grăunceanu (România) este raportat a fi unul dintre cele mai bogate (atât din punct de vedere al exemplarelor, cât și al numărului de specii) ansambluri de carnivore din Pleistocenul timpuriu al Europei.[202]
  - O fosilă de dinozaur, denumită Fujianvenator, este descoperită în Fujian, China. Dinozaurul are două picioare și alte două membre, posibil aripi, oferind astfel informații despre evoluția păsărilor.[203]
  - JAXA lansează de la Centrul Spațial Tanegashima modulul de aterizare lunară Smart Lander for Investigating Moon (SLIM). Misiunea japoneză va avea ca obiectiv să devină a cincea țară care realizează o aterizare ușoară pe Lună.[204]

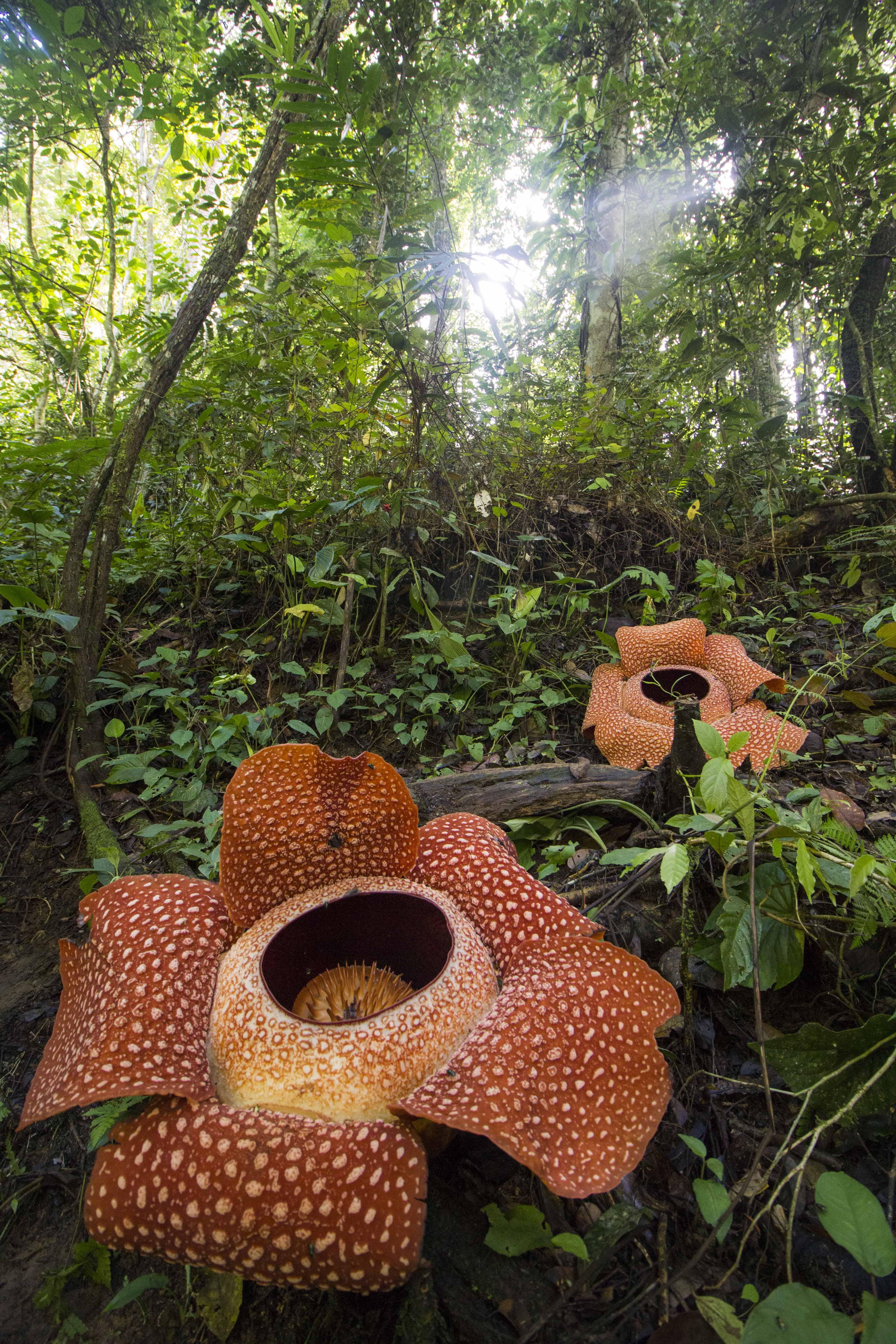
19 septembrie: Genul Rafflesia, care conține cea mai mare floare din lume, este considerat a fi în pericol de dispariție din cauza pierderii habitatului.

- 11 septembrie – Telescopul spațial James Webb detectează dioxid de carbon și metan în atmosfera lui K2-18b, o exoplanetă potențial locuibilă cu o masă de aproximativ 8,6 ori mai mare decât cea a Pământului. Datele obținute de Webb sugerează că ar putea fi o planetă acoperită de oceane de apă, cu o atmosferă bogată în hidrogen. Exoplaneta se află la 120 de ani lumină de Pământ, iar perioada de rotație în jurul stelei sale este de doar 33 de zile.[205]
- 14 septembrie
  - NASA face public primul studiu despre UAP (cunoscut și sub numele de OZN) și îl numește pe Mark McInerney ca prim director al UAP, pentru a studia în mod științific și transparent astfel de evenimente.[206][207][208][209]
  - Un microorganism marin modificat genetic a demonstrat că poate descompune polietilenul tereftalat în apă sărată. Acest plastic, utilizat în orice, de la sticle de apă la îmbrăcăminte, contribuie în mod semnificativ la poluarea cu microplastice din oceane.[210]
  - Un studiu realizat de Pennsylvania State University arată că râurile se încălzesc și pierd oxigen mai repede decât oceanele. Din cele aproape 800 de râuri studiate, încălzirea a avut loc în 87%, iar pierderea de oxigen a avut loc în 70%. Studiul estimează că, în 70 de ani, sistemele fluviale ar putea „induce moartea acută” organismelor acvatice din cauza nivelului scăzut de oxigen.[211]
- 19 septembrie
  - Oamenii de știință din Suedia au reușit să recupereze ARN din rămășițele unui tigru tasmanian, specie dispărută cu mult timp în urmă. Materialul genetic provine de la un specimen de tigru tasmanian, sau thylacine (Thylacinus cynocephalus), vechi de 130 de ani, aflat în colecția Muzeului Suedez de Istorie Naturală din Stockholm.[212][213]
  - Genul Rafflesia, care conține cea mai mare floare din lume, este considerat a fi în pericol de dispariție din cauza pierderii habitatului.[214]
- 20 septembrie – Potrivit unui studiu publicat în revista Nature, cea mai veche structură din lemn cunoscută, o structură din bușteni veche de 476.000 de ani, a fost descoperită la Cascada Kalambo din Zambia.[215]

- 21 septembrie – Carbonul ar fi prezent în oceanul subteran al satelitului Europa, pe baza observațiilor făcute de telescopul spațial James Webb.[216]
- 22 septembrie – Astronomii raportează studiile efectuate asupra exoplanetei TRAPPIST-1 b, nu au găsit semne de atmosferă și comentează că „planeta ar putea fi o rocă goală, ar putea avea nori în atmosfera înaltă sau ar putea dioxid de carbon, care face ca atmosfera să fie prea subțire pentru a fi detectată”.[217][218]
- 24 septembrie – Oamenii de știință anunță întoarcerea cu succes a mostrelor de la misiunea OSIRIS-REx a NASA pe asteroidul 101955 Bennu, la 7 ani de la începutul misiunii și după mai mult de 7 miliarde de kilometri parcurși în spațiu.[219]
- 25 septembrie
  - Un studiu despre Pangaea Ultima arată că acest supercontinent ipotetic va face Pământul nelocuibil pentru majoritatea formelor de viață în 250 de milioane de ani, din cauza temperaturilor extreme și a radiațiilor.[220][221]
  - Biologii anunță descoperirea celei de-a noua specii de pangolin, un mamifer acoperit cu solzi mari și protectori de cheratină.[222]
- 27 septembrie 
  - Fizicienii raportează, pentru prima dată, studii care susțin ideea că particulele de antimaterie se comportă în mod similar cu materia normală într-un câmp gravitațional.[223][224]
  - Astronomii raportează studii care sugerează că inelele lui Saturn ar fi putut rezulta din coliziunea a două luni „cu câteva sute de milioane de ani în urmă”.[225][226]
  - Inginerii de la MIT și din China au realizat o descoperire importantă în domeniul desalinizării, folosind un dispozitiv alimentat cu energie solară pentru a crea apă dulce la un cost mai mic decât apa de la robinet.[227]

### Octombrie
- 2 octombrie 

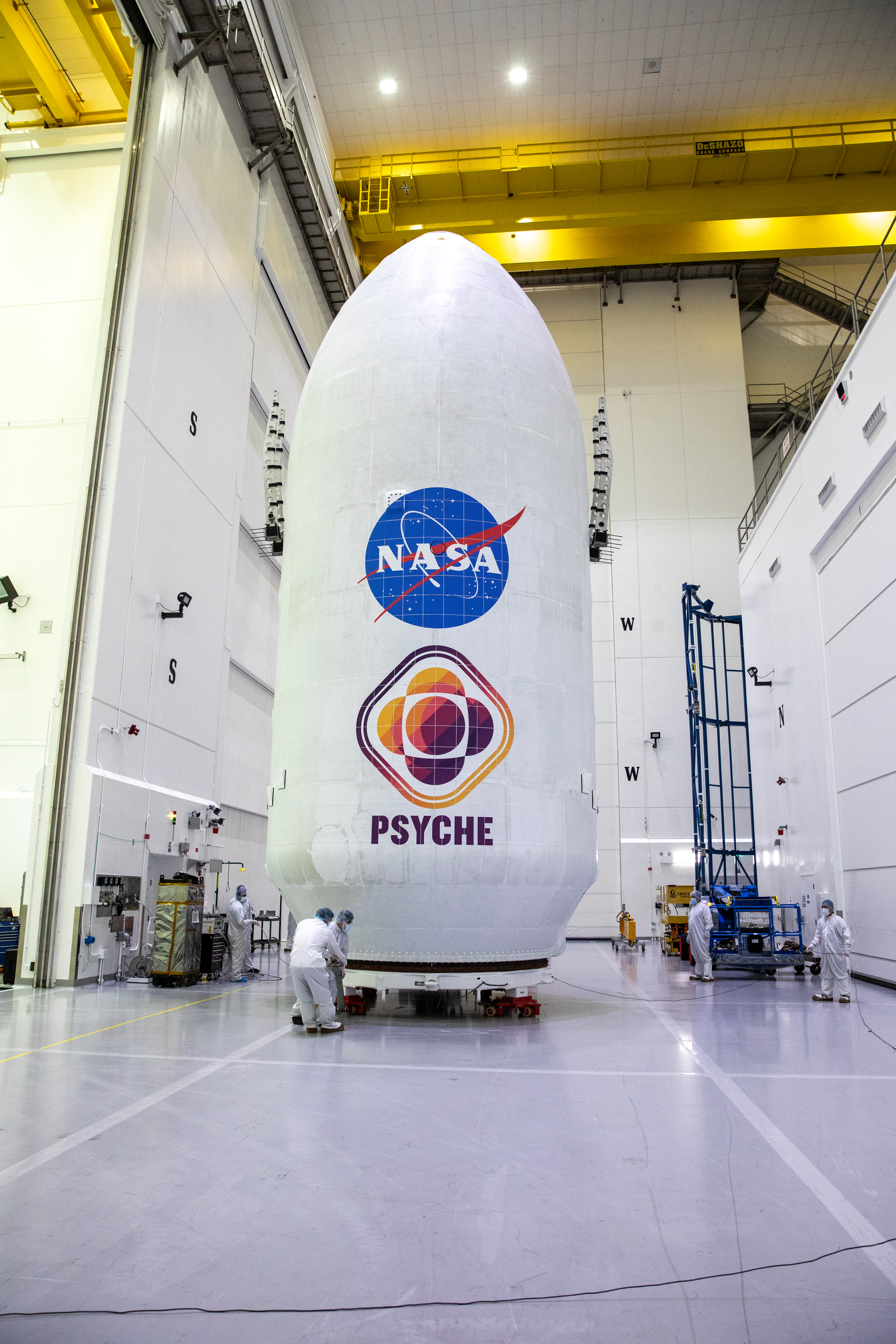
13 octombrie: NASA lansează misiunea Psyche pentru a vizita marele asteroid metalic 16 Psyche.

  - Katalin Karikó și Drew Weissman împart Premiul Nobel pentru Fiziologie sau Medicină pentru activitatea lor în dezvoltarea vaccinurilor cu ARNm, care au jucat un rol crucial în pandemia de COVID-19.[228][229]
  - Perechi de planete interstelare de mărimea lui Jupiter, neconectate gravitațional de nici o stea, au fost observate în Nebuloasa Orion de către Telescopul spațial James Webb. Acestea sunt denumite „Jupiter Mass Binary Objects” sau, pe scurt, „JuMBO”.[230][231]
- 3 octombrie 
  - Pierre Agostini, Ferenc Krausz și Anne L'Huillier împart Premiul Nobel pentru Fizică pentru explicarea modului în care se mișcă electronii și tehnici conexe care permit oamenilor de știință să capteze mișcările particulelor subatomice care se deplasează la viteze extrem de rapide.[232]
  - Biologii raportează studii efectuate pe animale (peste 1.500 de specii diferite) care au constatat că un comportament între indivizi de același sex (nu neapărat legat de orientarea umană) poate contribui la îmbunătățirea stabilității sociale prin reducerea conflictelor în cadrul grupurilor studiate.[233][234]
- 4 octombrie – Moungi Bawendi, Louis Brus și Alexei Ekimov au primit Premiul Nobel pentru Chimie pentru descoperirea și dezvoltarea nanoparticulelor de puncte cuantice.[235]
- 10 octombrie – La Institutul Roslin al Universității din Edinburgh au fost creați pui modificați genetic cu rezistență parțială la gripa aviară.[236]
- 11 octombrie
  - Astronomii au surprins prima strălucire a unei coliziuni între două exoplanete. Acest eveniment a fost observat în jurul unei stele asemănătoare Soarelui, situată la o distanță de aproximativ 1.800 de ani-lumină.[237][238]
  - NASA ține o conferință de presă despre probele aduse de pe asteroidul 101955 Bennu cu misiunea OSIRIS-REx și publică imagini cu bucăți de rocă, săruri și particule de praf spațial întunecat. Molecule de apă au fost descoperite încorporate în minerale de argilă – apa provenită de pe asteroizi asemănători cu Bennu ar fi putut umple oceanele Pământului. Materialele conțineau, de asemenea, sulf, un element cheie pentru multe transformări geologice.[239]
- 13 octombrie – NASA lansează misiunea Psyche pentru a vizita marele asteroid metalic 16 Psyche.[240]
- 16 octombrie
  - Oamenii de știință propun o nouă lege a evoluției, care o extinde pe cea stabilită de Darwin și care este descrisă ca fiind „legea creșterii informației funcționale”.[241][242]
  - Oamenii de știință prezintă reconstrucția facială a lui Pierolapithecus catalaunicus, o maimuță antropoidă care a existat acum 12 milioane de ani.[243][244]

- 19 octombrie 

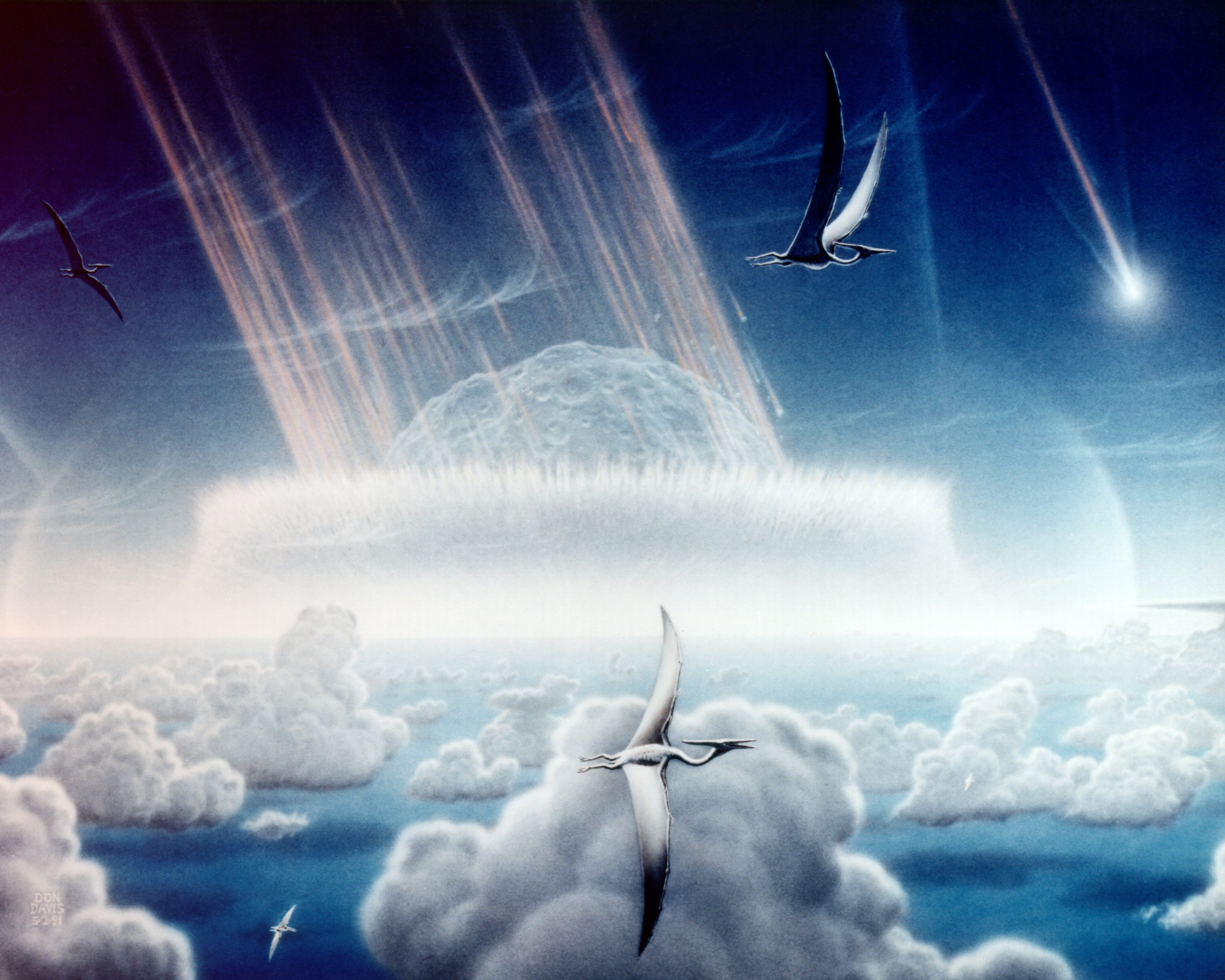
30 octombrie: Cercetătorii sugerează că particulele solide (predominant silicați) provenite din impactul asteroidului Chicxulub au jucat un rol dominant în forțarea radiativă care a dus la Extincția din Cretacic-Paleogen (iarna de impact), contrar teoriei larg acceptate conform căreia aerosolii de sulf au dus la extincția în masă.

  - Astronomii raportează că FRB 20220610A, o emisie radio rapidă, a avut nevoie de 8 miliarde de ani pentru a ajunge pe Pământ.[245][246]
  - Un nou procesor de calculator, numit NorthPole, este dezvoltat de IBM Research, capabil să ruleze aplicații de recunoaștere a imaginilor bazate pe inteligență artificială de 22 de ori mai rapid decât cipurile existente în prezent pe piață.[247][248]
- 23 octombrie 
  - University College London a raportat un progres semnificativ în tratarea cancerului de col uterin, participanții la un studiu de fază III înregistrând o reducere cu 35% a riscului de mortalitate sau de reapariție a bolii. Studiul a utilizat o combinație de medicamente existente și ieftine înaintea tratamentului obișnuit de radioterapie.[249][250]
  - O nouă specie de miriapod preistoric, numită Lauravolsella willemeni, este descoperită în Țările de Jos.[251]
- 24 octombrie 
  - NASA oferă detalii actualizate despre telescopul spațial Nancy Grace Roman, planificat să fie lansat în 2026.[252][253]
  - JT-60SA, cel mai mare reactor de fuziune din lume, situat în Japonia, realizează prima plasmă.[254]
- 25 octombrie – Oamenii de știință, ajutați de informațiile obținute de landerul Mars InSight, anunță că planeta Marte are un ocean de magmă radioactivă sub scoarța sa.[255]
- 26 octombrie – Astronomii raportează studii care sugerează pentru prima dată că planeta Venus ar fi putut avea o tectonică a plăcilor în timpuri străvechi și, ca urmare, ar fi putut avea un mediu mai locuibil și, posibil, unul capabil de forme de viață.[256][257]
- 30 octombrie
  - Într-un studiu publicat în Nature Geoscience, cercetătorii sugerează că particulele solide (predominant silicați) provenite din impactul asteroidului Chicxulub au jucat un rol dominant în forțarea radiativă care a dus la Extincția din Cretacic-Paleogen (iarna de impact), contrar teoriei larg acceptate conform căreia aerosolii de sulf au dus la extincția în masă.[258][259]
  - Un studiu publicat în revista Nature arată că bugetul de carbon rămas la nivel mondial pentru o încălzire globală de 1,5 °C este doar la jumătate față de estimările anterioare, mai puțin de 250 de gigatone de dioxid de carbon, adică aproximativ șase ani de emisii anuale la nivel mondial.[260][261]

### Noiembrie
- 1 noiembrie 

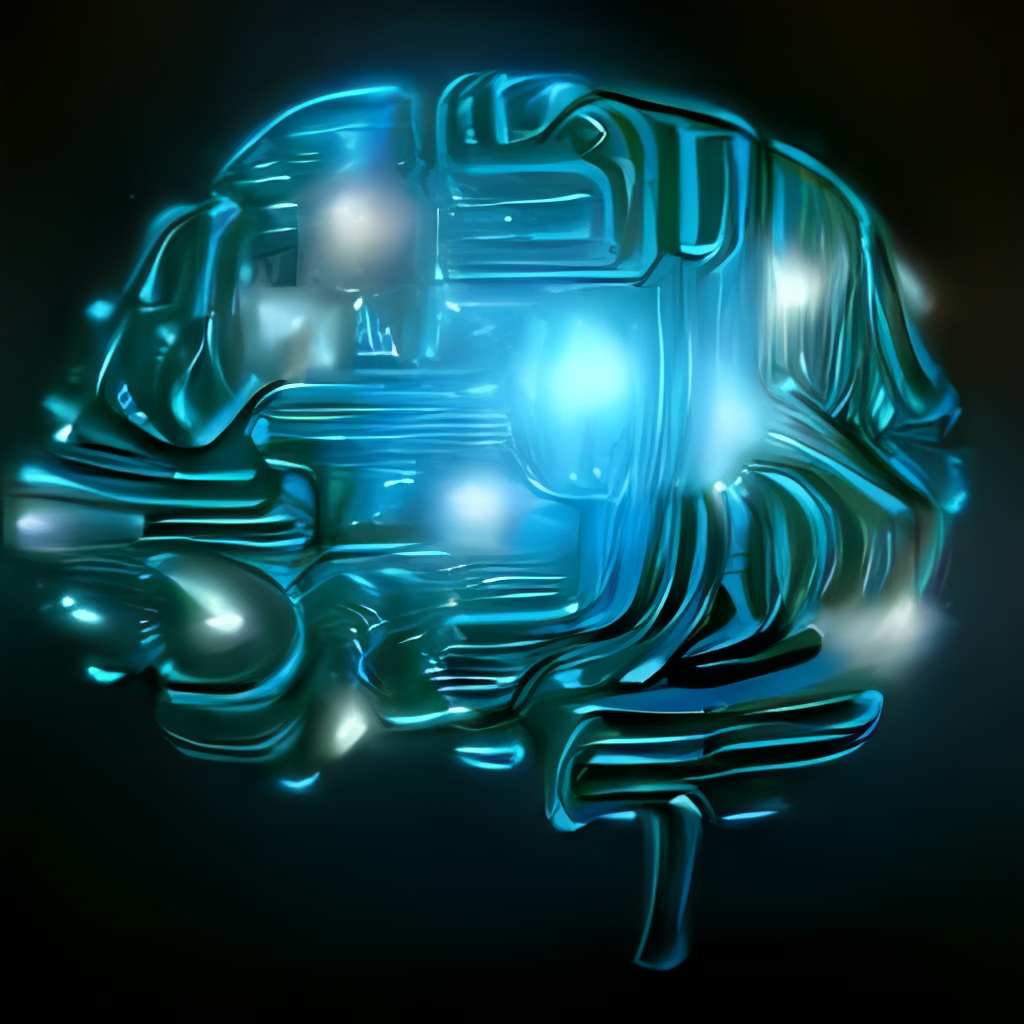
1 noiembrie: Marea Britanie găzduiește primul summit internațional din lume dedicat gestionării în siguranță a inteligenței artificiale

  - Pe fondul unei explozii continue a inteligenței artificiale, Marea Britanie găzduiește primul summit internațional din lume dedicat gestionării în siguranță a acestei tehnologii.[262][263]
  - Oamenii de știință anunță că, potrivit unor simulări computerizate, în interiorul Pământului s-ar putea afla rămășițe ale unei protoplanete, numită Theia, rămase în urma unei coliziuni cu Pământul în timpuri străvechi, devenind ulterior Luna.[264][265]
  - Sonda spațială Lucy, de la NASA, trece pe lângă asteroidul 152830 Dinkinesh, primul dintre cei opt asteroizi planificați a fi vizitați de sonda spațială. Ea descoperă că Dinkinesh, despre care se credea anterior că este un singur asteroid, este de fapt o pereche binară.[266]
- 2 noiembrie – Un studiu publicat în revista Nature arată că o reanaliză a resturilor scheletice din Spania sugerează că în Europa, în urmă cu aproximativ 5.000 de ani, în perioada neolitică, au avut loc războaie pe scară largă.[267][268]
- 9 noiembrie – Chirurgii raportează primul transplant de ochi uman; pacientul nu și-a recăpătat vederea la ochiul transplantat.[269][270]
- 10 noiembrie – O echipă de cercetători de la Universitatea din California, SUA, a dezvoltat un nou tip de material care poate purifica apa cu o eficiență de până la 99,9%. Materialul este format din nanotuburi de carbon acoperite cu o structură de zeolit. Acest material ar putea fi utilizat pentru a purifica apa potabilă, apele uzate și alte ape poluate.[271]
- 13 noiembrie – Fețele albe generate de inteligența artificială (AI) sunt percepute ca fiind mai reale decât fețele umane reale, potrivit unui studiu condus de Universitatea Națională Australiană, dar nu același lucru este valabil și pentru persoanele de culoare.[272][273]

- 15 noiembrie 

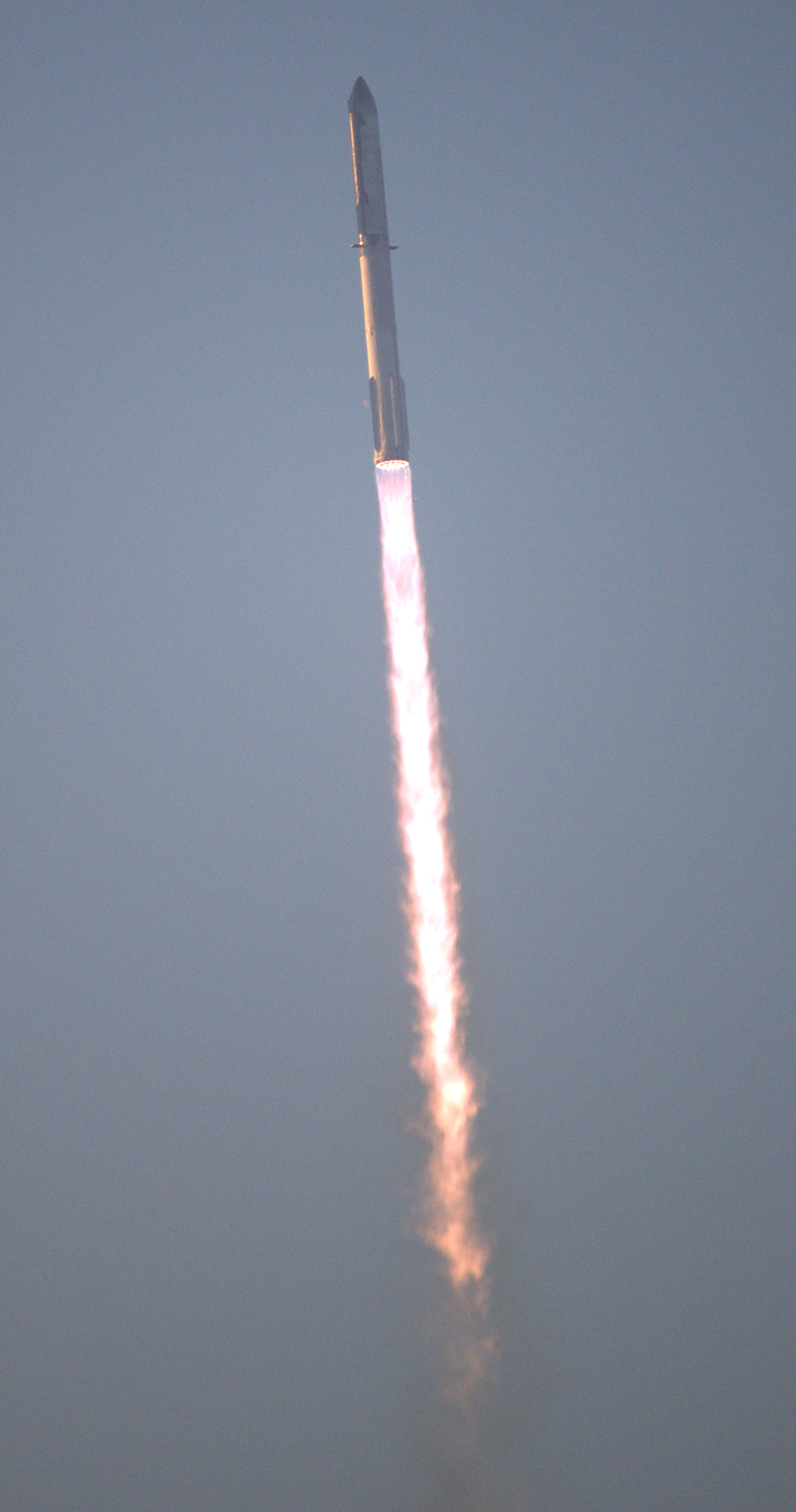
18 noiembrie: SpaceX Starship în timpul celui de-al doilea test de zbor.

  - Geologii anunță că Islanda s-ar putea confrunta cu „decenii” de instabilitate vulcanică, în urma unei serii de erupții recente în Peninsula Reykjanes, după o pauză 800 de ani.[274]
  - Oamenii de știință de la Institutul Politehnic Rensselaer din New York anunță imprimarea 3D a foliculilor de păr pe pielea crescută în laborator.[275]
- 16 noiembrie 
  - Casgevy, o terapie genică în premieră mondială care are ca scop vindecarea anemiei falciforme și a anemiei mediteraneene, a fost aprobată de către Agenția de reglementare a medicamentelor și a produselor de sănătate din Marea Britanie, devenind primul medicament care utilizează CRISPR care a fost autorizat.[276][277]
  - Oamenii de știință raportează, pentru prima dată, dovezi că grupurile de primate, în special bonobo, sunt capabile să coopereze între ele.[278][279]
  - Un Boeing 787 al Norse Atlantic Airways aterizează pe aeroportul Troll din Antarctica, fiind pentru prima dată când acest tip de aeronavă aterizează în Antarctica.[280]
  - Inițiativa internațională privind climatul criosferei (ICCI) publică raportul anual privind starea criosferei. Acesta avertizează asupra creșterii rapide și ireversibile a nivelului mării din cauza calotelor de gheață de pe Pământ, care ar putea ajunge la 12-20 de metri în următoarele secole.[281][282]
- 17 noiembrie – Temperatura medie globală depășește temporar 2°C peste media preindustrială pentru prima dată în istoria înregistrată.[283]
- 18 noiembrie – Producătorul aerospațial american SpaceX lansează cel de-al doilea zbor de testare a rachetei Starship, la Starbase din Texas, Statele Unite, atingând o altitudine de 148 de kilometri. Propulsorul Super Heavy a explodat la scurt timp după separare, iar a doua treaptă s-a pierdut după opt minute de zbor.[284][285]
- 23 noiembrie – Astrofizicienii anunță detectarea particulei Amaterasu, o particulă de raze cosmice cu energie extrem de mare, care a depășit 2,3*1020 eV. Particula provine din Vidul Local, o regiune a spațiului aproape goală, situată în afara Grupului Local de galaxii, din care face parte și Calea Lactee.[286][287]
- 27 noiembrie – British Antarctic Survey confirmă că cel mai mare aisberg din lume, A23a, părăsește acum Marea Weddell și plutește în derivă în Oceanul Antarctic, după ce a stat în Marea Weddell mai bine de 30 de ani. Se așteaptă ca icebergul să urmeze curentul circumpolar antarctic și să continue să se îndepărteze de Antarctica.[288]
- 29 noiembrie 
  - Astronomii anunță descoperirea unei stele, HD 110067, care conține șase exoplanete cu raze cuprinse între 1,94R⊕ și 2,85R⊕.[289][290][291]
  - Primul exemplu de disc formator de planete în afara galaxiei noastre, Calea Lactee, a fost anunțat de astronomii care folosesc Atacama Large Millimeter/submillimeter Array (ALMA) din Chile. Sistemul, denumit HH 1177, este situat în Marele Nor al lui Magellan, la o distanță de aproximativ 160.000 de ani-lumină.[292]

### Decembrie
- 6 decembrie 

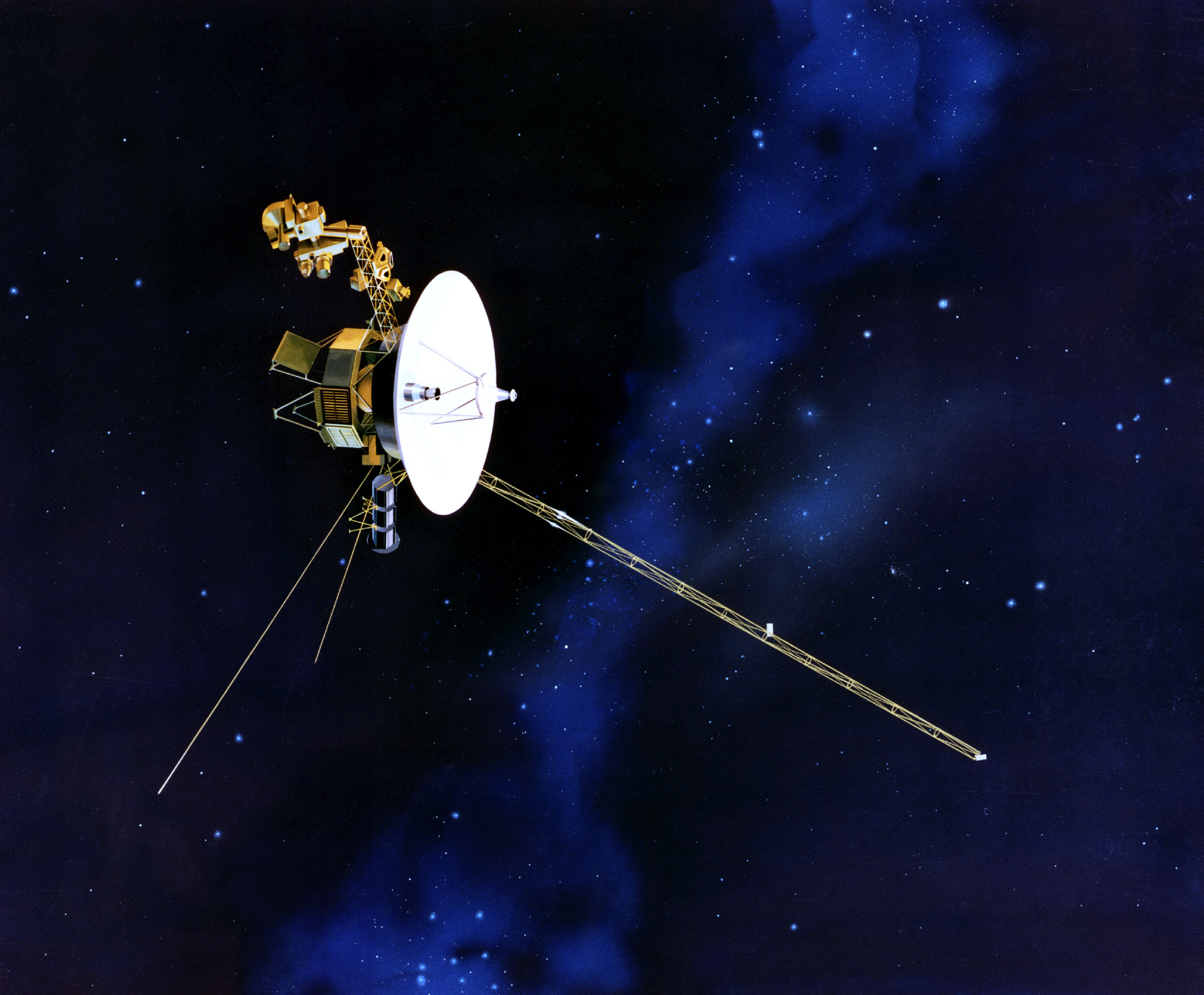
13 decembrie: Voyager 1, cea mai îndepărtată navă spațială de Pământ, lansată în urmă cu 46 de ani, încetează să mai trimită date către Pământ din cauza unei defecțiuni tehnice. Cu toate acestea, nava spațială poate primi în continuare comenzi.

  - Google DeepMind anunță modelul său de limbaj multimodal Gemini, despre care susține că are „capacități avansate de raționament” și că poate depăși GPT-4 într-o varietate de sarcini.[293][294][295]
  - China anunță că primul reactor nuclear de generația a patra din lume a început să funcționeze la centrala nucleară Shidao Bay.[296]
- 7 decembrie:
  - Fizicienii anunță viitoarele planuri propuse pentru următorii zece ani. Aceste propuneri sunt menite să ajute la o mai bună înțelegere a unora dintre preocupările actuale ale fizicii particulelor, inclusiv provocările la adresa Modelului Standard, și implică studii care se ocupă în principal de gravitație, găuri negre, materie întunecată, energie întunecată, bosonul Higgs, muoni, neutrini și multe altele.[297]
  - Inseparabilitatea cuantică a moleculelor este realizată pentru prima dată, de cercetătorii de la Universitatea Princeton, New Jersey.[298]
  - Un consorțiu format din peste 80 de cercetători din 16 țări a publicat o analiză cuprinzătoare a nivelurilor antice de dioxid de carbon și a temperaturilor corespunzătoare. Studiul lor arată că nivelurile actuale de dioxid de carbon din atmosferă sunt cele mai ridicate din ultimii 14 milioane de ani, cu mult mai mult timp în urmă decât indică unele evaluări existente.[299]
- 12 decembrie
  - Roverul Perseverance de la NASA găsește dovezi că o veche deltă fluvială de pe Marte a găzduit un lac care a umplut craterele acum miliarde de ani.[300]
  - Asteroidul 319 Leona a trecut prin fața stelei masive Betelgeuse ocultând-o timp de aproximativ 12 secunde văzută de pe o traiectorie îngustă din America Centrală, Europa și Asia de Est. Această ocultare va dezvălui forma lui Leona și suprafața lui Betelgeuse cu lux de amănunte.[301]
- 13 decembrie
  - Cercetătorii au anunțat că în conținutul eșantionului returnat de misiunea OSIRIS-REx de pe asteroidul Bennu au fost descoperite molecule organice, precum și materiale necunoscute, care necesită mai multe studii pentru a avea o idee mai bună despre compoziția și alcătuirea lor.[302]
  - Cea mai mică pitică cenușie cunoscută, cu o masă de doar trei-patru ori mai mare decât cea a lui Jupiter, a fost descoperită în roiul stelar IC 348 de către astronomii care folosesc telescopul spațial James Webb.[303]
  - Voyager 1, cea mai îndepărtată navă spațială de Pământ, lansată în urmă cu 46 de ani, încetează să mai trimită date către Pământ din cauza unei defecțiuni tehnice. Cu toate acestea, nava spațială poate primi în continuare comenzi.[304]
- 14 decembrie
  - Oamenii de știință anunță că genele moștenite de oamenii moderni de la neanderthalieni și denisovani ar putea influența biologic rutina zilnică a oamenilor moderni..[305]
  - Astronomii anunță pentru prima dată descoperirea, în penumbrele lui Enceladus, lună a planetei Saturn, a cianurii de hidrogen, o posibilă substanță chimică esențială pentru viața așa cum o cunoaștem, precum și a altor molecule organice, dintre care unele urmează să fie mai bine identificate și înțelese. Potrivit cercetătorilor, „acești compuși [nou descoperiți] ar putea susține comunitățile microbiene existente sau ar putea conduce sinteze organice complexe care să ducă la originea vieții”.[306][307]
- 16 decembrie – Oamenii de știință din Statele Unite susțin pentru prima dată că inteligența mașinilor este capabilă să se „reproducă” fără oameni. Potrivit cercetătorilor, modelele mai mari de inteligență artificială, cum ar fi ChatGPT, pot crea aplicații de inteligență artificială mai mici și mai specifice.[308]
- 20 decembrie – MIT folosește învățarea profundă pentru a identifica o nouă clasă de antibiotice candidate, capabile să ucidă Staphylococcus aureus rezistent la meticilină.[309]
- 28 decembrie – Un nou model al celor mai mari stele neutronice relevă o probabilitate de 80-90% ca acestea să conțină nuclee de quark-materie.[310]